# Frankrijk op de Olympische Zomerspelen 2020
Frankrijk was een van de deelnemende landen aan de Olympische Zomerspelen 2020 in Tokio, Japan. Hetwass de negenentwintigste deelname van Franse atleten aan de Zomerspelen: net als Australië, Groot-Brittannië en Griekenland ontbrak Frankrijk bij geen enkele editie. Volgens traditie zal Frankrijk, als organisator van de Olympische Zomerspelen 2024 in Parijs, bij de sluitingsceremonie in 2020 een optreden verzorgen en de volgende gaststad presenteren.
De eerste kwalificatieplaatsen werden bemachtigd door Franse zeilers, die bij de wereldkampioenschappen zeilen in augustus 2018 plaatsing afdwongen in zeven verschillende klassen. Het merendeel van de reeds gekwalificeerde atleten behoort tot het vrouwenhandbalteam, dat in december 2018 het Europees kampioenschap won.

## Medailleoverzicht
| Medaille | Naam                                                           | Sport          | Onderdeel               | Datum      |
| -------- | -------------------------------------------------------------- | -------------- | ----------------------- | ---------- |
| Goud     | Romain Cannone                                                 | Schermen       | degen (m)               | 25 juli    |
| Goud     | Clarisse Agbegnenou                                            | Judo           | -63 kg (v)              | 27 juli    |
| Goud     | Matthieu Androdias Hugo Boucheron                              | Roeien         | lichte dubbel-twee (m)  | 28 juli    |
| Goud     | Gemengd judo-team Frankrijk                                    | Judo           | team                    | 31 juli    |
| Goud     | Erwann Le Péchoux Enzo Lefort Julien Mertine Maxime Pauty      | Schermen       | floret team (m)         | 1 augustus |
| Goud     | Jean Quiquampoix                                               | Schietsport    | 25m snelvuurpistool (m) | 2 augustus |
| Goud     | Steven Da Costa                                                | Karate         | -67kg (m)               | 5 augustus |
| Goud     | Franse handbalploeg                                            | Handbal        | mannen                  | 7 augustus |
| Goud     | Franse volleybalploeg                                          | Volleybal      | mannen                  | 7 augustus |
| Goud     | Franse handbalploeg                                            | Handbal        | vrouwen                 | 8 augustus |
|          |                                                                |                |                         |            |
| Zilver   | Amandine Buchard                                               | Judo           | -52kg (v)               | 25 juli    |
| Zilver   | Sarah-Léonie Cysique                                           | Judo           | -57kg (v)               | 26 juli    |
| Zilver   | Claire Bové Laura Tarantola                                    | Roeien         | lichte dubbel-twee (v)  | 29 juli    |
| Zilver   | Madeleine Malonga                                              | Judo           | -78kg (v)               | 29 juli    |
| Zilver   | Anita Blaze Astrid Guyart Pauline Ranvier Ysaora Thibus        | Schermen       | floret team (v)         | 29 juli    |
| Zilver   | Charline Picon                                                 | Zeilen         | RS:X (v)                | 31 juli    |
| Zilver   | Thomas Goyard                                                  | Zeilen         | RS:X (m)                | 31 juli    |
| Zilver   | Rugby seventeam                                                | Rugby          | vrouwen                 | 31 juli    |
| Zilver   | Sara Balzer Cécilia Berder Manon Brunet Charlotte Lembach      | Schermen       | sabel team (v)          | 31 juli    |
| Zilver   | Florent Manaudou                                               | Zwemmen        | 50m vrije slag (m)      | 1 augustus |
| Zilver   | Kevin Mayer                                                    | Atletiek       | tienkamp                | 5 augustus |
| Zilver   | Mannen basketbalploeg                                          | Basketbal      | mannen                  | 7 augustus |
|          |                                                                |                |                         |            |
| Brons    | Luka Mkheidze                                                  | Judo           | -60kg (m)               | 24 juli    |
| Brons    | Manon Brunet                                                   | Schermen       | sabel (v)               | 26 juli    |
| Brons    | Althéa Laurin                                                  | Taekwondo      | +67kg (v)               | 27 juli    |
| Brons    | Romane Dicko                                                   | Judo           | +78kg (v)               | 30 juli    |
| Brons    | Teddy Riner                                                    | Judo           | +100kg (m)              | 30 juli    |
| Brons    | Léonie Périault Dorian Coninx Cassandre Beaugrand Vincent Luis | Triatlon       | mixed relay             | 31 juli    |
| Brons    | Karim Laghouag Christopher Six Nicolas Touzaint                | Paardensport   | eventing team           | 2 augustus |
| Brons    | Florian Grengbo Rayan Helal Sébastien Vigier                   | Baanwielrennen | teamsprint (m)          | 3 augustus |
| Brons    | Camille Lecointre Aloïse Retornaz                              | Zeilen         | 470 (v)                 | 4 augustus |
| Brons    | Vrouwen basketbalploeg                                         | Basketbal      | vrouwen                 | 7 augustus |
| Brons    | Benjamin Thomas Donavan Grondin                                | Baanwielrennen | ploegkoers (m)          | 7 augustus |

## Atleten
Hieronder volgt een overzicht van de atleten die zich reeds hebben verzekerd van deelname aan de Olympische Zomerspelen 2020.
| sport            | Mannen | Vrouwen | totaal |
| ---------------- | ------ | ------- | ------ |
| Atletiek         | 42     | 19      | 62     |
| Badminton        | 2      | 2       | 4      |
| Basketbal        | 12     | 16      | 28     |
| Boksen           | 4      | 1       | 5      |
| Boogschieten     | 3      | 1       | 4      |
| Gewichtheffen    | 1      | 3       | 4      |
| Golf             | 2      | 2       | 4      |
| Gymnastiek       | 4      | 5       | 9      |
| Handbal          | 15     | 15      | 30     |
| Judo             | 6      | 7       | 13     |
| Kanovaren        | 6      | 6       | 12     |
| Karate           | 1      | 2       | 3      |
| Klimsport        | 2      | 2       | 4      |
| Moderne vijfkamp | 2      | 2       | 4      |
| Paardensport     | 9      | 3       | 12     |
| Roeien           | 4      | 8       | 12     |
| Rugby            | 0      | 12      | 12     |
| Schermen         | 7      | 7       | 14     |
| Schietsport      | 4      | 6       | 10     |
| Schoonspringen   | 2      | 1       | 3      |
| Skateboarden     | 3      | 2       | 5      |
| Surfen           | 2      | 2       | 4      |
| Synchroonzwemmen | -      | 2       | 2      |
| Taekwondo        | 0      | 2       | 2      |
| Tafeltennis      | 3      | 3       | 6      |
| Tennis           | 6      | 4       | 10     |
| Triatlon         | 3      | 2       | 5      |
| Voetbal          | 18     | 0       | 18     |
| Volleybal        | 12     | 0       | 12     |
| Wielersport      | 18     | 12      | 30     |
| Worstelen        | 0      | 2       | 2      |
| Zeilen           | 7      | 7       | 14     |
| Zwemmen          | 16     | 11      | 27     |
| totaal           | 216    | 169     | 385    |

## Sporten

### Atletiek
Mannen
Loopnummers
| atleet                                                              | onderdeel           | series   | series | kwartfinale | kwartfinale | halve finale   | halve finale   | finale         | finale         |
| atleet                                                              | onderdeel           | tijd     | rang   | tijd        | rang        | tijd           | rang           | tijd           | rang           |
| ------------------------------------------------------------------- | ------------------- | -------- | ------ | ----------- | ----------- | -------------- | -------------- | -------------- | -------------- |
| Jimmy Vicaut                                                        | 100 m               | bye      | bye    | 10,07       | 2 Q         | 10,11          | 5              | niet geplaatst | niet geplaatst |
| Pierre-Ambroise Bosse                                               | 800 m               | 1.45,97  | 6 q    | n.v.t.      | n.v.t.      | 1.48,62        | 6              | niet geplaatst | niet geplaatst |
| Benjamin Robert                                                     | 800 m               | 1.47,12  | 5      | n.v.t.      | n.v.t.      | niet geplaatst | niet geplaatst | niet geplaatst | niet geplaatst |
| Gabriel Tual                                                        | 800 m               | 1.45,63  | 3 Q    | n.v.t.      | n.v.t.      | 1.44,28        | 3 q            | 1.46,03        | 7              |
| Azzedine Habz                                                       | 1500 m              | 3.41,24  | 4 Q    | n.v.t.      | n.v.t.      | 3.35,12        | 10             | niet geplaatst | niet geplaatst |
| Alexis Miellet                                                      | 1500 m              | 3.41,23  | 14     | n.v.t.      | n.v.t.      | niet geplaatst | niet geplaatst | niet geplaatst | niet geplaatst |
| Baptiste Mischler                                                   | 1500 m              | 3.37,53  | 11     | n.v.t.      | n.v.t.      | niet geplaatst | niet geplaatst | niet geplaatst | niet geplaatst |
| Jimmy Gressier                                                      | 5000 m              | 13.33,47 | 9 q    | n.v.t.      | n.v.t.      | n.v.t.         | n.v.t.         | 13.11,33       | 13             |
| Hugo Hay                                                            | 5000 m              | 13.39,95 | 7      | n.v.t.      | n.v.t.      | n.v.t.         | n.v.t.         | niet geplaatst | niet geplaatst |
| Morhad Amdouni                                                      | 10000 m             | n.v.t.   | n.v.t. | n.v.t.      | n.v.t.      | n.v.t.         | n.v.t.         | 27.53,58       | 8              |
| Wilhem Belocian                                                     | 110 m horden        | DSQ      | DSQ    | n.v.t.      | n.v.t.      | niet geplaatst | niet geplaatst | niet geplaatst | niet geplaatst |
| Pascal Martinot-Lagarde                                             | 110 m horden        | 13,37    | 2 Q    | n.v.t.      | n.v.t.      | 13,25          | 2 Q            | 13,16          | 5              |
| Aurel Manga                                                         | 110 m horden        | 13,24    | 1 Q    | n.v.t.      | n.v.t.      | 13,24          | 2 Q            | 13,38          | 8              |
| Wilfried Happio                                                     | 400 m horden        | 49,39    | 5 q    | n.v.t.      | n.v.t.      | 49,49          | 7              | niet geplaatst | niet geplaatst |
| Ludvy Vaillant                                                      | 400 m horden        | 49,23    | 5 q    | n.v.t.      | n.v.t.      | 49,02          | 7              | niet geplaatst | niet geplaatst |
| Djilali Bedrani                                                     | 3000 m steeplechase | 8.20,23  | 7      | n.v.t.      | n.v.t.      | n.v.t.         | n.v.t.         | niet geplaatst | niet geplaatst |
| Louis Gilavert                                                      | 3000 m steeplechase | 8.36,35  | 12     | n.v.t.      | n.v.t.      | n.v.t.         | n.v.t.         | niet geplaatst | niet geplaatst |
| Alexis Phelut                                                       | 3000 m steeplechase | 8.19,36  | 3 Q    | n.v.t.      | n.v.t.      | n.v.t.         | n.v.t.         | 8.23,14        | 12             |
| Gabriel Bordier                                                     | 20 km snelwandelen  | n.v.t.   | n.v.t. | n.v.t.      | n.v.t.      | n.v.t.         | n.v.t.         | 1:25.23        | 24             |
| Kévin Campion                                                       | 20 km snelwandelen  | n.v.t.   | n.v.t. | n.v.t.      | n.v.t.      | n.v.t.         | n.v.t.         | 1:23.53        | 16             |
| Yohann Diniz                                                        | 50 km snelwandelen  | n.v.t.   | n.v.t. | n.v.t.      | n.v.t.      | n.v.t.         | n.v.t.         | DNF            | DNF            |
| Morhad Amdouni                                                      | marathon            | n.v.t.   | n.v.t. | n.v.t.      | n.v.t.      | n.v.t.         | n.v.t.         | 2:14.33        | 17             |
| Hassan Chahdi                                                       | marathon            | n.v.t.   | n.v.t. | n.v.t.      | n.v.t.      | n.v.t.         | n.v.t.         | 2:18.40        | 44             |
| Nicolas Navarro                                                     | marathon            | n.v.t.   | n.v.t. | n.v.t.      | n.v.t.      | n.v.t.         | n.v.t.         | 2:12.50        | 12             |
| Mouhamadou Fall Jimmy Vicaut Méba-Mickaël Zézé Ryan Zézé            | 4x100 m             | 38,18    | 3      | n.v.t.      | n.v.t.      | n.v.t.         | n.v.t.         | niet geplaatst | niet geplaatst |
| Gilles Biron Thomas Jordier Muhammad Abdallah Kounta Ludovic Ouceni | 4x400 m             | 3.00,81  | 6      | n.v.t.      | n.v.t.      | n.v.t.         | n.v.t.         | niet geplaatst | niet geplaatst |

Technische nummers
| atleet               | onderdeel            | kwalificaties       | kwalificaties       | finale              | finale              |
| atleet               | onderdeel            | afstand             | rang                | afstand             | rang                |
| -------------------- | -------------------- | ------------------- | ------------------- | ------------------- | ------------------- |
| Lolassonn Djouhan    | discuswerpen         | 60,74               | 21                  | niet geplaatst      | niet geplaatst      |
| Benjamin Compaoré    | hink-stap-springen   | 16,59               | 19                  | niet geplaatst      | niet geplaatst      |
| Jean-Marc Pontvianne | hink-stap-springen   | geen geldige poging | geen geldige poging | niet geplaatst      | niet geplaatst      |
| Melvin Raffin        | hink-stap-springen   | 16,83               | 11 q                | geen geldige poging | geen geldige poging |
| Quentin Bigot        | kogelslingeren       | 78,73               | 4 Q                 | 79,39               | 5                   |
| Ethan Cormont        | polsstokhoogspringen | 5,50                | 22                  | niet geplaatst      | niet geplaatst      |
| Renaud Lavillenie    | polsstokhoogspringen | 5,75                | 6 q                 | 5,70                | 8                   |
| Valentin Lavillenie  | polsstokhoogspringen | 5,65                | 17                  | niet geplaatst      | niet geplaatst      |
| Augustin Bey         | verspringen          | geen geldige poging | geen geldige poging | niet geplaatst      | niet geplaatst      |

Meerkamp
| atleet      | onderdeel | onderdeel | 100 m | vs   | ks    | hs   | 400 m | 110 h | dw    | ph   | sw    | 1500 m  | totaal | rang   |
| ----------- | --------- | --------- | ----- | ---- | ----- | ---- | ----- | ----- | ----- | ---- | ----- | ------- | ------ | ------ |
| Kévin Mayer | tienkamp  | res.      | 10,68 | 7,50 | 15,07 | 2,08 | 50,31 | 13,90 | 48,08 | 5,20 | 73,09 | 4.43,17 | 8726   | Zilver |
| Kévin Mayer | tienkamp  | pnt.      | 933   | 935  | 794   | 878  | 800   | 987   | 830   | 972  | 937   | 660     | 8726   | Zilver |

Vrouwen
Loopnummers
| atlete | onderdeel    | series  | series | kwartfinale | kwartfinale | halve finale   | halve finale   | finale         | finale         |
| atlete | onderdeel    | tijd    | rang   | tijd        | rang        | tijd           | rang           | tijd           | rang           |
| --- | ------------ | ------- | ------ | ----------- | ----------- | -------------- | -------------- | -------------- | -------------- |
| Gemina Joseph                                                                                                 | 200 m        | 22,94   | 3 Q    | n.v.t.      | n.v.t.      | 23,19          | 7              | niet geplaatst | niet geplaatst |
| Amandine Brossier                                                                                             | 400 m        | 51,65   | 2 Q    | n.v.t.      | n.v.t.      | 51,30          | 6              | niet geplaatst | niet geplaatst |
| Rénelle Lamote                                                                                                | 800 m        | 2.01,92 | 1 Q    | n.v.t.      | n.v.t.      | 1.59,40        | 5              | niet geplaatst | niet geplaatst |
| Lore Hoffman                                                                                                  | 800 m        | 2.02,05 | 3 Q    | n.v.t.      | n.v.t.      | 1.59,38        | 4              | niet geplaatst | niet geplaatst |
| Cyréna Samba-Mayela                                                                                           | 100 m horden | DNS     | DNS    | n.v.t.      | n.v.t.      | niet geplaatst | niet geplaatst | niet geplaatst | niet geplaatst |
| Laura Valette                                                                                                 | 100 m horden | 14,52   | 8      | n.v.t.      | n.v.t.      | niet geplaatst | niet geplaatst | niet geplaatst | niet geplaatst |
| Susan Jeptoo Kipsang                                                                                          | marathon     | n.v.t.  | n.v.t. | n.v.t.      | n.v.t.      | n.v.t.         | n.v.t.         | 2:36.29        | 38             |
| Eva Berger Gémima Joseph(S-F) Cynthia Leduc(S-F) Orlann Ombissa-Dzangue(S-F) Maroussia Paré Carolle Zahi(S-F) | 4x100 m      | 42,68   | 4 q    | n.v.t.      | n.v.t.      | n.v.t.         | n.v.t.         | 42,89          | 7              |
| Amandine Brossier(S) Floria Gueï(S) Diana Iscaye Sokhna Lacoste(S) Brigitte Ntiamoah(S)                       | 4x400 m      | 3.25,07 | 5      | n.v.t.      | n.v.t.      | n.v.t.         | n.v.t.         | niet geplaatst | niet geplaatst |

Technische nummers
| atlete               | onderdeel          | kwalificaties | kwalificaties | finale         | finale         |
| atlete               | onderdeel          | afstand       | rang          | afstand        | rang           |
| -------------------- | ------------------ | ------------- | ------------- | -------------- | -------------- |
| Mélina Robert-Michon | discuswerpen       | 60,88         | 14            | niet geplaatst | niet geplaatst |
| Rouguy Diallo        | hink-stap-springen | 14,29         | 10 q          | 14,38          | 9              |
| Alexandra Tavernier  | kogelslingeren     | 73,51         | 5 Q           | 74,41          | 4              |
| Yanis David          | verspringen        | 6,27          | 23            | niet geplaatst | niet geplaatst |

### Badminton
Mannen
| atleet         | onderdeel | groepsfase                  | groepsfase              | groepsfase           | groepsfase | eliminatie           | kwartfinale          | halve finale         | finale / BM          | finale / BM |
| atleet         | onderdeel | tegenstander uitslag        | tegenstander uitslag    | tegenstander uitslag | rang       | tegenstander uitslag | tegenstander uitslag | tegenstander uitslag | tegenstander uitslag | rang        |
| -------------- | --------- | --------------------------- | ----------------------- | -------------------- | ---------- | -------------------- | -------------------- | -------------------- | -------------------- | ----------- |
| Brice Leverdez | enkelspel | A Pochtarov W (21-10, 21-8) | Lee Z J V (17-21, 5-21) | n.v.t.               | 2          | niet geplaatst       | niet geplaatst       | niet geplaatst       | niet geplaatst       | 15          |

Vrouwen
| atleet    | onderdeel | groepsfase                  | groepsfase                | groepsfase               | groepsfase | eliminatie           | kwartfinale          | halve finale         | finale / BM          | finale / BM |
| atleet    | onderdeel | tegenstander uitslag        | tegenstander uitslag      | tegenstander uitslag     | rang       | tegenstander uitslag | tegenstander uitslag | tegenstander uitslag | tegenstander uitslag | rang        |
| --------- | --------- | --------------------------- | ------------------------- | ------------------------ | ---------- | -------------------- | -------------------- | -------------------- | -------------------- | ----------- |
| Xuefei Qi | enkelspel | Nguyễn T L V (11–21, 11-21) | S Jaquet W (21–10, 21–14) | Tai T-y V (10-21, 13-21) | 3          | niet geplaatst       | niet geplaatst       | niet geplaatst       | niet geplaatst       | 15          |

Gemengd
| atleet                       | onderdeel  | groepsfase                         | groepsfase                                         | groepsfase                            | groepsfase | eliminatie           | kwartfinale          | halve finale         | finale / BM          | finale / BM |
| atleet                       | onderdeel  | tegenstander uitslag               | tegenstander uitslag                               | tegenstander uitslag                  | rang       | tegenstander uitslag | tegenstander uitslag | tegenstander uitslag | tegenstander uitslag | rang        |
| ---------------------------- | ---------- | ---------------------------------- | -------------------------------------------------- | ------------------------------------- | ---------- | -------------------- | -------------------- | -------------------- | -------------------- | ----------- |
| Thom Gicquel Delphine Delrue | dubbelspel | M Ellis / L Smith V (18–21, 17–21) | D Puavaranukroh / S Taerattanachai V (9–21, 15-21) | J Hurlburt-Yu / J Wu W (21–12, 21–13) | 3          | n.v.t.               | niet geplaatst       | niet geplaatst       | niet geplaatst       | 9           |

### Basketbal

#### 3x3
Vrouwen
| Olympiër                                                       | Discipline | Resultaat | Prestatie |
| -------------------------------------------------------------- | ---------- | --------- | --------- |
| Ana Cata-Chitiga Laëtitia Guapo Marie-Ève Paget Mamignan Touré | 3x3        | 4         | zie onder |

| Groep |                  |             |             |             |            |            |            |        |
| #     | Land             | Wedstrijden | Wedstrijden | Wedstrijden | Doelpunten | Doelpunten | Doelpunten | Punten |
| #     | Land             | GW          | W           | V           | V          | T          | Saldo      | Punten |
| 1     | Verenigde Staten | 7           | 6           | 1           | 136        | 98         | +38        | 12     |
| 2     | Russische ploeg  | 7           | 5           | 2           | 129        | 90         | +39        | 10     |
| 3     | China            | 7           | 5           | 2           | 127        | 97         | +30        | 10     |
| 4     | Japan            | 7           | 5           | 2           | 130        | 97         | +33        | 10     |
| 5     | Frankrijk        | 7           | 4           | 3           | 118        | 116        | +2         | 8      |
| 6     | Italië           | 7           | 2           | 5           | 98         | 125        | -27        | 4      |
| 7     | Roemenië         | 7           | 1           | 6           | 89         | 142        | -53        | 2      |
| 8     | Mongolië         | 7           | 0           | 7           | 79         | 141        | -62        | 0      |

| Ronde             | Datum   | Lokale tijd | MEZT  | Land             | Score   | Land            |
| ----------------- | ------- | ----------- | ----- | ---------------- | ------- | --------------- |
| groepsfase        | 24 juli | 17:55       | 10:55 | Verenigde Staten | 17 - 10 | Frankrijk       |
| groepsfase        | 24 juli | 21:25       | 14:25 | Frankrijk        | 19 - 16 | Italië          |
| groepsfase        | 25 juli | 17:55       | 10:55 | Japan            | 19 - 15 | Frankrijk       |
| groepsfase        | 25 juli | 21:00       | 14:00 | China            | 20 - 13 | Frankrijk       |
| groepsfase        | 26 juli | 17:30       | 10:30 | Frankrijk        | 22 - 18 | Mongolië        |
| groepsfase        | 26 juli | 21:25       | 14:25 | Frankrijk        | 17 - 14 | Russische ploeg |
| groepsfase        | 27 juli | 17:00       | 10:00 | Frankrijk        | 22 - 12 | Roemenië        |
|                   |         |             |       |                  |         |                 |
| kwartfinale       | 27 juli | 21:50       | 14:50 | Frankrijk        | 16 - 14 | Japan           |
|                   |         |             |       |                  |         |                 |
| halve finale      | 28 juli | 17:00       | 10:00 | Verenigde Staten | 18 - 16 | Frankrijk       |
|                   |         |             |       |                  |         |                 |
| finale voor brons | 28 juli | 20:45       | 13:45 | China            | 16 - 14 | Frankrijk       |

#### Team
Mannen
| Olympiër | Discipline | Resultaat | Prestatie |
| --- | ---------- | --------- | --------- |
| Frank Ntilikina Timothé Luwawu-Cabarrot Thomas Heurtel Nicolas Batum Guerschon Yabusele Evan Fournier Nando de Colo Vincent Poirier Andrew Albicy Rudy Gobert Petr Cornelie Moustapha Fall | team       | Zilver    | zie onder |

| Groep |                  |             |             |             |             |            |            |            |        |
| #     | Land             | Wedstrijden | Wedstrijden | Wedstrijden | Wedstrijden | Doelpunten | Doelpunten | Doelpunten | Punten |
| #     | Land             | GW          | W           | G           | V           | V          | T          | Saldo      | Punten |
| 1     | Frankrijk        | 3           | 3           | 0           | 0           | 259        | 215        | +44        | 6      |
| 2     | Verenigde Staten | 3           | 2           | 0           | 1           | 315        | 233        | +82        | 5      |
| 3     | Tsjechië         | 3           | 1           | 0           | 2           | 245        | 294        | -49        | 4      |
| 4     | Iran             | 3           | 0           | 0           | 3           | 206        | 283        | -77        | 3      |

| Ronde        | Datum           | Lokale tijd | MEZT      | Land      | Score            | Land             |  |
| ------------ | --------------- | ----------- | --------- | --------- | ---------------- | ---------------- |  |
| groepsfase   |                 |             |           |           |                  |                  |  |
| 25 juli 2021 | 21:00           | 14:00       | Frankrijk | 83 - 76   | Verenigde Staten |                  |  |
| 28 juli 2021 | 21:00           | 14:00       | Tsjechië  | 77 - 97   | Frankrijk        |                  |  |
| 31 juli 2021 | 10:00           | 03:00       | Iran      | 62 - 79   | Frankrijk        |                  |  |
|              |                 |             |           |           |                  |                  |  |
| kwartfinale  | 3 augustus 2021 | 17:20       | 10:20     | Italië    | 75 - 84          | Frankrijk        |  |
|              |                 |             |           |           |                  |                  |  |
| halve finale | 5 augustus 2021 | 20:00       | 13:00     | Frankrijk | 90 - 89          | Slovenië         |  |
|              |                 |             |           |           |                  |                  |  |
| finale       | 7 augustus 2021 | 11:30       | 04:30     | Frankrijk | 82 - 87          | Verenigde Staten |  |

Vrouwen
| Olympiër | Discipline | Resultaat | Prestatie |
| --- | ---------- | --------- | --------- |
| Marine Fauthoux Endéné Miyem Alexia Chartereau Sandrine Gruda Héléna Ciak Sarah Michel Valériane Vukosavljević Iliana Rupert Gabby Williams Marine Johannès Alix Duchet Diandra Tchatchouang | team       | Brons     | zie onder |

| Groep |                  |             |             |             |             |            |            |            |        |
| #     | Land             | Wedstrijden | Wedstrijden | Wedstrijden | Wedstrijden | Doelpunten | Doelpunten | Doelpunten | Punten |
| #     | Land             | GW          | W           | G           | V           | V          | T          | Saldo      | Punten |
| 1     | Verenigde Staten | 3           | 3           | 0           | 0           | 260        | 223        | +37        | 6      |
| 2     | Japan            | 3           | 2           | 0           | 1           | 245        | 239        | +6         | 5      |
| 3     | Frankrijk        | 3           | 1           | 0           | 2           | 239        | 229        | +10        | 4      |
| 4     | Nigeria          | 3           | 0           | 0           | 3           | 217        | 270        | -53        | 3      |

| Ronde               | Datum           | Lokale tijd | MEZT      | Land    | Score            | Land      |  |
| ------------------- | --------------- | ----------- | --------- | ------- | ---------------- | --------- |  |
| groepsfase          |                 |             |           |         |                  |           |  |
| 27 juli 2021        | 10:00           | 03:00       | Japan     | 74 - 70 | Frankrijk        |           |  |
| 30 juli 2021        | 17:20           | 10:20       | Frankrijk | 87 - 62 | Nigeria          |           |  |
| 2 augustus 2021     | 13:40           | 06:40       | Frankrijk | 82 - 93 | Verenigde Staten |           |  |
|                     |                 |             |           |         |                  |           |  |
| kwartfinale         | 4 augustus 2021 | 21:00       | 14:00     | Spanje  | 64 - 67          | Frankrijk |  |
|                     |                 |             |           |         |                  |           |  |
| halve finale        | 6 augustus 2021 | 20:00       | 13:00     | Japan   | 87 - 71          | Frankrijk |  |
|                     |                 |             |           |         |                  |           |  |
| finale om het brons | 7 augustus 2021 | 16:00       | 09:00     | Servië  | 76 - 91          | Frankrijk |  |

### Boksen
Mannen
| atleet            | onderdeel         | eerste ronde         | tweede ronde         | kwartfinale          | halve finale         | finale               | rang           |
| atleet            | onderdeel         | tegenstander uitslag | tegenstander uitslag | tegenstander uitslag | tegenstander uitslag | tegenstander uitslag | rang           |
| ----------------- | ----------------- | -------------------- | -------------------- | -------------------- | -------------------- | -------------------- | -------------- |
| Billal Bennama    | vlieggewicht      | bye                  | Bibossinov V 0–5     | niet geplaatst       | niet geplaatst       | niet geplaatst       | niet geplaatst |
| Samuel Kistohurry | pluimgewicht      | Ragan V 2-3          | niet geplaatst       | niet geplaatst       | niet geplaatst       | niet geplaatst       | niet geplaatst |
| Sofiane Oumiha    | lichtgewicht      | n.v.t.               | Davis V RSC          | niet geplaatst       | niet geplaatst       | niet geplaatst       | niet geplaatst |
| Mourad Aliev      | superzwaargewicht | n.v.t.               | Zukhorov W 5-0       | Clarke V DSQ         | niet geplaatst       | niet geplaatst       | niet geplaatst |

Vrouwen
| atlete           | onderdeel    | eerste ronde         | tweede ronde         | kwartfinale          | halve finale         | finale               | rang           |                |
| atlete           | onderdeel    | tegenstander uitslag | tegenstander uitslag | tegenstander uitslag | tegenstander uitslag | tegenstander uitslag | rang           |                |
| ---------------- | ------------ | -------------------- | -------------------- | -------------------- | -------------------- | -------------------- | -------------- | -------------- |
| Maïva Hamadouche | lichtgewicht | Potkonen V 1-3       | n.v.t.               | niet geplaatst       | niet geplaatst       | niet geplaatst       | niet geplaatst | niet geplaatst |

### Boogschieten
Mannen
| atleet                                               | onderdeel   | plaatsingsronde | plaatsingsronde | eerste ronde             | tweede ronde         | derde ronde          | kwartfinale          | halve finale         | finale / BM          | finale / BM |
| atleet                                               | onderdeel   | score           | rang            | tegenstander uitslag     | tegenstander uitslag | tegenstander uitslag | tegenstander uitslag | tegenstander uitslag | tegenstander uitslag | rang        |
| ---------------------------------------------------- | ----------- | --------------- | --------------- | ------------------------ | -------------------- | -------------------- | -------------------- | -------------------- | -------------------- | ----------- |
| Thomas Chirault                                      | individueel | 648             | 51              | G Broeksma V 4 – 6       | niet geplaatst       | niet geplaatst       | niet geplaatst       | niet geplaatst       | niet geplaatst       | 33          |
| Pierre Plihon                                        | individueel | 653             | 36              | J Williams W 6 – 4       | Kim W-j V 2 – 6      | niet geplaatst       | niet geplaatst       | niet geplaatst       | niet geplaatst       | 17          |
| Jean-Charles Valladont                               | individueel | 640             | 57              | S van den Berg V 3 – 7   | niet geplaatst       | niet geplaatst       | niet geplaatst       | niet geplaatst       | niet geplaatst       | 33          |
| Thomas Chirault Pierre Plihon Jean-Charles Valladont | team        | 1941            | 12              | Verenigde Staten V 0 – 6 | n.v.t.               | n.v.t.               | niet geplaatst       | niet geplaatst       | niet geplaatst       | 9           |

Vrouwen
| atleet        | onderdeel   | plaatsingsronde | plaatsingsronde | eerste ronde         | tweede ronde         | derde ronde          | kwartfinale          | halve finale         | finale / BM          | finale / BM |
| atleet        | onderdeel   | score           | rang            | tegenstander uitslag | tegenstander uitslag | tegenstander uitslag | tegenstander uitslag | tegenstander uitslag | tegenstander uitslag | rang        |
| ------------- | ----------- | --------------- | --------------- | -------------------- | -------------------- | -------------------- | -------------------- | -------------------- | -------------------- | ----------- |
| Lisa Barbelin | individueel | 654             | 13              | T Andreoli W 6 – 2   | G Schloesser W 6 – 0 | A Valencia V 0 – 6   | niet geplaatst       | niet geplaatst       | niet geplaatst       | 9           |

Gemengd
| atlete                               | onderdeel | plaatsingsronde | plaatsingsronde | eerste ronde         | kwartfinale          | halve finale         | finale / BM          | finale / BM |
| atlete                               | onderdeel | score           | rang            | tegenstander uitslag | tegenstander uitslag | tegenstander uitslag | tegenstander uitslag | rang        |
| ------------------------------------ | --------- | --------------- | --------------- | -------------------- | -------------------- | -------------------- | -------------------- | ----------- |
| Jean-Charles Valladont Lisa Barbelin | team      | 1307            | 14              | Japan W 5 – 3        | Nederland V 4 – 5    | niet geplaatst       | niet geplaatst       | 5           |

### Gewichtheffen
Mannen
| atlete                 | onderdeel | trekken | trekken | stoten | stoten | totaal | rang |
| atlete                 | onderdeel | score   | rang    | score  | rang   | totaal | rang |
| ---------------------- | --------- | ------- | ------- | ------ | ------ | ------ | ---- |
| Bernardin Kingue Matam | -67 kg    | 135     | 8       | 172    | DNF    | DNF    | DNF  |

Vrouwen
| atlete                | onderdeel | trekken | trekken | stoten | stoten | totaal | rang |
| atlete                | onderdeel | score   | rang    | score  | rang   | totaal | rang |
| --------------------- | --------- | ------- | ------- | ------ | ------ | ------ | ---- |
| Anaïs Michel          | -49 kg    | 78      | 9       | 99     | 5      | 177    | 7    |
| Dora Tchakounté       | -59 kg    | 96      | 2       | 117    | 4      | 213    | 4    |
| Gaëlle Nayo-Ketchanke | -87 kg    | 108     | 6       | 139    | 5      | 247    | 5    |

### Golf
Mannen
| atleet           | onderdeel | eerste ronde | tweede ronde | derde ronde | vierde ronde | totaal | totaal | totaal |
| atleet           | onderdeel | score        | score        | score       | score        | score  | par    | rang   |
| ---------------- | --------- | ------------ | ------------ | ----------- | ------------ | ------ | ------ | ------ |
| Romain Langasque | mannen    | 69           | 70           | 69          | 69           | 277    | -7     | 35     |
| Antoine Rozner   | mannen    | 68           | 69           | 73          | 70           | 280    | -4     | 45     |

Vrouwen
| atlete           | onderdeel | eerste ronde | tweede ronde | derde ronde | vierde ronde | totaal | totaal | totaal |
| atlete           | onderdeel | score        | score        | score       | score        | score  | par    | rang   |
| ---------------- | --------- | ------------ | ------------ | ----------- | ------------ | ------ | ------ | ------ |
| Céline Boutier   | vrouwen   | 73           | 68           | 72          | 69           | 282    | -2     | 34     |
| Perrine Delacour | vrouwen   | 70           | 70           | 69          | 71           | 280    | -4     | 29     |

### Gymnastiek

#### Turnen
Mannen
| atleet          | onderdeel    | kwalificatie | kwalificatie | kwalificatie | kwalificatie | kwalificatie | kwalificatie | kwalificatie | kwalificatie | finale         | finale         | finale         | finale         | finale         | finale         | finale         | finale         |
| atleet          | onderdeel    | toestel      | toestel      | toestel      | toestel      | toestel      | toestel      | totaal       | positie      | toestel        | toestel        | toestel        | toestel        | toestel        | toestel        | totaal         | positie        |
| atleet          | onderdeel    | vloer        | voltige      | ringen       | sprong       | brug         | rekstok      | totaal       | positie      | vloer          | voltige        | ringen         | sprong         | brug           | rekstok        | totaal         | positie        |
| --------------- | ------------ | ------------ | ------------ | ------------ | ------------ | ------------ | ------------ | ------------ | ------------ | -------------- | -------------- | -------------- | -------------- | -------------- | -------------- | -------------- | -------------- |
| Loris Frasca    | meerkamp     | 13,700       | 13,766       | 13,100       | 13,366       | 13,433       | 12,833       | 80,332       | 44           | niet geplaatst | niet geplaatst | niet geplaatst | niet geplaatst | niet geplaatst | niet geplaatst | niet geplaatst | niet geplaatst |
| Cyril Tommasone | paardvoltige | n.v.t.       | 13,100       | n.v.t.       | n.v.t.       | n.v.t.       | n.v.t.       | 13,100       | 43           | niet geplaatst | niet geplaatst | niet geplaatst | niet geplaatst | niet geplaatst | niet geplaatst | niet geplaatst | niet geplaatst |
| Samir Aït Saïd  | ringen       | n.v.t.       | n.v.t.       | 15,066       | n.v.t.       | n.v.t.       | n.v.t.       | 15,066       | 3 Q          | n.v.t.         | n.v.t.         | 14,900         | n.v.t.         | n.v.t.         | n.v.t.         | 14,900         | 4              |

Vrouwen
| atlete                      | onderdeel | kwalificatie | kwalificatie | kwalificatie | kwalificatie | kwalificatie | kwalificatie | finale  | finale  | finale  | finale  | finale  | finale  |
| atlete                      | onderdeel | toestel      | toestel      | toestel      | toestel      | totaal       | positie      | toestel | toestel | toestel | toestel | totaal  | positie |
| atlete                      | onderdeel | sprong       | brug         | balk         | vloer        | totaal       | positie      | sprong  | brug    | balk    | vloer   | totaal  | positie |
| --------------------------- | --------- | ------------ | ------------ | ------------ | ------------ | ------------ | ------------ | ------- | ------- | ------- | ------- | ------- | ------- |
| Marine Boyer                | team      | 13,733       | 10,400       | 13,466       | 12,733       | 50,332       | 60           | -       | -       | 12,066  | 13,000  | n.v.t.  | n.v.t.  |
| Mélanie de Jesus dos Santos | team      | 14,466       | 14,566       | 13,233       | 13,166       | 55,431       | 10 Q         | 14,500  | 14,200  | 13,566  | 13,700  | n.v.t.  | n.v.t.  |
| Aline Friess                | team      | 14,966       | 13,666       | 12,500       | 12,500       | 53,632       | 25           | 14,900  | 13,733  | -       | -       | n.v.t.  | n.v.t.  |
| Carolann Héduit             | team      | 14,233       | 13,966       | 13,200       | 12,900       | 54,299       | 18 Q         | 14,200  | 13,466  | 12,833  | 13,100  | n.v.t.  | n.v.t.  |
| Totaal                      | team      | 43,665       | 42,198       | 39,889       | 38,799       | 164,561      | 4 Q          | 43,600  | 41,399  | 38,465  | 39,800  | 163,264 | 6       |

| Carolann Héduit             | meerkamp | 14,400 | 13,566 | 12,566 | 13,033 | 53,565 | 12 |
| Mélanie de Jesus dos Santos | meerkamp | 14,366 | 13,833 | 12,166 | 13,333 | 53,698 | 11 |

#### Trampoline
Mannen
| atleet        | onderdeel  | kwalificaties | kwalificaties | finale         | finale         |
| atleet        | onderdeel  | score         | rang          | score          | rang           |
| ------------- | ---------- | ------------- | ------------- | -------------- | -------------- |
| Allan Morante | trampoline | 21,080        | 16            | niet geplaatst | niet geplaatst |

Vrouwen
| atlete        | onderdeel  | kwalificaties | kwalificaties | finale         | finale         |
| atlete        | onderdeel  | score         | rang          | score          | rang           |
| ------------- | ---------- | ------------- | ------------- | -------------- | -------------- |
| Léa Labrousse | trampoline | 68,085        | 12            | niet geplaatst | niet geplaatst |

### Handbal
Mannen
| Olympiër | Onderdeel | Resultaat | Prestatie |
| --- | --------- | --------- | --------- |
| Nedim Remili Romain Lagarde Melvyn Richardson Dika Mem Nicolas Tournat Vincent Gérard Nikola Karabatić Kentin Mahé Yann Genty Timothey N'Guessan Luc Abalo Michaël Guigou Luka Karabatić Ludovic Fabregas Hugo Descat Valentin Porte | mannen    | Goud      | zie onder |

| Groep |            |             |             |             |             |            |            |            |        |
| #     | Land       | Wedstrijden | Wedstrijden | Wedstrijden | Wedstrijden | Doelpunten | Doelpunten | Doelpunten | Punten |
| #     | Land       | G           | W           | G           | V           | V          | T          | Saldo      | Punten |
| 1     | Frankrijk  | 5           | 4           | 0           | 1           | 162        | 148        | +14        | 8      |
| 2     | Spanje     | 5           | 4           | 0           | 1           | 155        | 142        | +13        | 8      |
| 3     | Duitsland  | 5           | 3           | 0           | 2           | 146        | 131        | +15        | 6      |
| 4     | Noorwegen  | 5           | 3           | 0           | 2           | 136        | 132        | +4         | 6      |
| 5     | Brazilië   | 5           | 1           | 0           | 4           | 128        | 145        | -17        | 2      |
| 6     | Argentinië | 5           | 0           | 0           | 5           | 125        | 154        | -29        | 0      |

| Ronde           | Datum           | Lokale tijd | MEZT      | Land      | Score      | Land       |  |
| --------------- | --------------- | ----------- | --------- | --------- | ---------- | ---------- |  |
| groepsfase      |                 |             |           |           |            |            |  |
| 24 juli 2021    | 11:00           | 04:00       | Frankrijk | 33 - 27   | Argentinië |            |  |
| 26 juli 2021    | 09:00           | 02:00       | Brazilië  | 29 - 34   | Frankrijk  |            |  |
| 28 juli 2021    | 21:30           | 14:30       | Frankrijk | 30 - 29   | Duitsland  |            |  |
| 30 juli 2021    | 14:15           | 07:15       | Frankrijk | 36 - 31   | Spanje     |            |  |
| 1 augustus 2021 | 16:15           | 09:15       | Noorwegen | 32 - 29   | Frankrijk  |            |  |
|                 |                 |             |           |           |            |            |  |
| kwartfinale     | 3 augustus 2021 | 09:30       | 02:30     | Frankrijk | 42 - 28    | Bahrein    |  |
|                 |                 |             |           |           |            |            |  |
| halve finale    | 5 augustus 2021 | 17:00       | 10:00     | Frankrijk | 27 - 23    | Egypte     |  |
|                 |                 |             |           |           |            |            |  |
| finale          | 7 augustus 2021 | 21:00       | 14:00     | Frankrijk | 25 - 23    | Denemarken |  |

Vrouwen
Het Franse handbalelftal dwong plaatsing voor het handbaltoernooi van de Olympische Spelen af door het Europees kampioenschap handbal in december 2018 in eigen land te winnen. Het wordt de zesde opeenvolgende deelname aan het olympisch toernooi. In 2016 verloren de Françaises de finale van Rusland (19–22), dat haar eerste handbalgoud won.
| Olympiër | Onderdeel | Resultaat | Prestatie |
| --- | --------- | --------- | --------- |
| Estelle Nze Minko Amandine Leynaud Pauletta Foppa Océane Sercien-Ugolin Béatrice Edwige Pauline Coatanea Allison Pineau Cléopatre Darleux Méline Nocandy Coralie Lassource Kalidiatou Niakaté Chloé Valentini Maura Flippes Grâce Zaadi | vrouwen   | Goud      | zie onder |

| Groep |                 |             |             |             |             |            |            |            |        |
| #     | Land            | Wedstrijden | Wedstrijden | Wedstrijden | Wedstrijden | Doelpunten | Doelpunten | Doelpunten | Punten |
| #     | Land            | G           | W           | G           | V           | V          | T          | Saldo      | Punten |
| 1     | Zweden          | 5           | 3           | 1           | 1           | 152        | 133        | +19        | 7      |
| 2     | Russische ploeg | 5           | 3           | 1           | 1           | 148        | 149        | -1         | 7      |
| 3     | Frankrijk       | 5           | 2           | 1           | 2           | 139        | 135        | +4         | 5      |
| 4     | Hongarije       | 5           | 2           | 0           | 3           | 142        | 149        | -7         | 4      |
| 5     | Spanje          | 5           | 2           | 0           | 3           | 135        | 142        | -7         | 4      |
| 6     | Brazilië        | 5           | 1           | 1           | 3           | 133        | 141        | -8         | 3      |

| Ronde           | Datum           | Lokale tijd | MEZT            | Land            | Score     | Land      |  |
| --------------- | --------------- | ----------- | --------------- | --------------- | --------- | --------- |  |
| groepsfase      |                 |             |                 |                 |           |           |  |
| 25 juli 2021    | 21:30           | 14:30       | Hongarije       | 29 - 30         | Frankrijk |           |  |
| 27 juli 2021    | 21:30           | 14:30       | Frankrijk       | 25 - 28         | Spanje    |           |  |
| 29 juli 2021    | 21:30           | 14:30       | Zweden          | 28 - 28         | Frankrijk |           |  |
| 31 juli 2021    | 14:15           | 07:15       | Russische ploeg | 28 - 27         | Frankrijk |           |  |
| 2 augustus 2021 | 11:00           | 04:00       | Frankrijk       | 29 - 22         | Brazilië  |           |  |
|                 |                 |             |                 |                 |           |           |  |
| kwartfinale     | 4 augustus 2021 | 20:45       | 13:45           | Frankrijk       | 32 - 22   | Nederland |  |
|                 |                 |             |                 |                 |           |           |  |
| halve finale    | 6 augustus 2021 | 17:00       | 10:00           | Frankrijk       | 29 - 27   | Zweden    |  |
|                 |                 |             |                 |                 |           |           |  |
| finale          | 8 augustus 2021 | 15:00       | 08:00           | Russische ploeg | 25 - 30   | Frankrijk |  |

### Judo
Mannen
| atleet           | onderdeel | eerste ronde         | tweede ronde              | derde ronde               | kwartfinale          | halve finale         | herkansing           | finale / BM          | finale / BM    |
| atleet           | onderdeel | tegenstander uitslag | tegenstander uitslag      | tegenstander uitslag      | tegenstander uitslag | tegenstander uitslag | tegenstander uitslag | tegenstander uitslag | rang           |
| ---------------- | --------- | -------------------- | ------------------------- | ------------------------- | -------------------- | -------------------- | -------------------- | -------------------- | -------------- |
| Luka Mkheidze    | −60 kg    | n.v.t.               | bye                       | Garrigos W 100–002        | Lesiuk W 100-000     | Yang V 002-101       | bye                  | Kim W 101-002        | Brons          |
| Kilian Le Blouch | −66 kg    | n.v.t.               | Alhassane W 011-001       | Abe V 002-100             | niet geplaatst       | niet geplaatst       | niet geplaatst       | niet geplaatst       | niet geplaatst |
| Guillaume Chaine | −73 kg    | Barbosa W 101-002    | Shavdatuashvili V 001-010 | niet geplaatst            | niet geplaatst       | niet geplaatst       | niet geplaatst       | niet geplaatst       | niet geplaatst |
| Axel Clerget     | −90 kg    | bye                  | Ustopiriyon W 100-002     | Noël van 't End V 000-011 | niet geplaatst       | niet geplaatst       | niet geplaatst       | niet geplaatst       | niet geplaatst |
| Alexandre Iddir  | −100 kg   | n.v.t.               | Kotsoiev V 001-011        | niet geplaatst            | niet geplaatst       | niet geplaatst       | niet geplaatst       | niet geplaatst       | niet geplaatst |
| Teddy Riner      | +100 kg   | n.v.t.               | Hegyi W 100-001           | Sasson W 010-000          | Bashaev V 001-012    | niet geplaatst       | Silva W 110-000      | Harasawa W 101-003   | Brons          |

Vrouwen
| atlete               | onderdeel | eerste ronde         | tweede ronde         | derde ronde                 | kwartfinale            | halve finale               | herkansing           | finale / BM          | finale / BM    |
| atlete               | onderdeel | tegenstander uitslag | tegenstander uitslag | tegenstander uitslag        | tegenstander uitslag   | tegenstander uitslag       | tegenstander uitslag | tegenstander uitslag | rang           |
| -------------------- | --------- | -------------------- | -------------------- | --------------------------- | ---------------------- | -------------------------- | -------------------- | -------------------- | -------------- |
| Shirine Boukli       | −48 kg    | n.v.t.               | Nikolić V 003-100    | niet geplaatst              | niet geplaatst         | niet geplaatst             | niet geplaatst       | niet geplaatst       | niet geplaatst |
| Amandine Buchard     | −52 kg    | n.v.t.               | bye                  | Levytska-Shukvani W 110-001 | Park W 100-000         | Kocher W 100-000           | bye                  | Abe V 000-101        | Zilver         |
| Sarah-Léonie Cysique | −57 kg    | n.v.t.               | bye                  | Kim W 010-002               | Liparteliani W 100-010 | Klimkait W 102-003         | bye                  | Gjakova V 000-101    | Zilver         |
| Clarisse Agbegnenou  | −63 kg    | n.v.t.               | bye                  | Sandrine Billiet W 010-000  | Franssen W 001-000     | Beachemin-Pinard W 001-000 | bye                  | Trstenjak W 001-000  | Goud           |
| Margaux Pinot        | −70 kg    | n.v.t.               | bye                  | Teltsidou V 003-101         | niet geplaatst         | niet geplaatst             | niet geplaatst       | niet geplaatst       | niet geplaatst |
| Madeleine Malonga    | −78 kg    | n.v.t.               | bye                  | Graf W 110-000              | Antomarchi W 112-012   | Yoon W 100-003             | bye                  | Hamada V 000-100     | Zilver         |
| Romane Dicko         | +78 kg    | n.v.t.               | bye                  | Jablonskytė W 100-000       | Altheman W 112-000     | Ortíz V 001-010            | bye                  | Sayit W 100-000      | Brons          |

Gemengd
| atleten | onderdeel    | eerste ronde         | tweede ronde         | kwartfinale          | halve finale         | herkansing           | finale / BM          | finale / BM |
| atleten | onderdeel    | tegenstander uitslag | tegenstander uitslag | tegenstander uitslag | tegenstander uitslag | tegenstander uitslag | tegenstander uitslag | rang        |
| --- | ------------ | -------------------- | -------------------- | -------------------- | -------------------- | -------------------- | -------------------- | ----------- |
| Amandine Buchard Sarah-Léonie Cysique Clarisse Agbegnenou Margaux Pinot Madeleine Malonga Romane Dicko Guillaume Chaine Axel Clerget Teddy Riner | gemengd team | n.v.t.               | bye                  | Israël W 4-3         | Nederland W 4-0      | bye                  | Japan W 4-1          | Goud        |

### Kanovaren

#### Slalom
Mannen
| atleet        | onderdeel  | series | series | series | series | series    | series | halve finale | halve finale | finale | finale |
| atleet        | onderdeel  | run 1  | rang   | run 2  | rang   | beste run | rang   | tijd         | rang         | tijd   | rang   |
| ------------- | ---------- | ------ | ------ | ------ | ------ | --------- | ------ | ------------ | ------------ | ------ | ------ |
| Martin Thomas | C-1 slalom | 102,75 | 7      | 102,83 | 7      | 102,75    | 9 Q    | 100,65       | 1 Q          | 104,98 | 5      |
| Boris Neveu   | K-1 slalom | 147,12 | 21     | 91,78  | 5      | 91,78     | 5 Q    | 94,86        | 2 Q          | 101,18 | 7      |

Vrouwen
| atlete             | onderdeel  | series | series | series | series | series    | series | halve finale | halve finale | finale         | finale         |
| atlete             | onderdeel  | run 1  | rang   | run 2  | rang   | beste run | rang   | tijd         | rang         | tijd           | rang           |
| ------------------ | ---------- | ------ | ------ | ------ | ------ | --------- | ------ | ------------ | ------------ | -------------- | -------------- |
| Marjorie Delassus  | C-1 slalom | 121,74 | 12     | 167,74 | 20     | 121,74    | 17 Q   | 117,71       | 5 Q          | 115,93         | 4              |
| Marie-Zélia Lafont | K-1 slalom | 121,48 | 19     | 110,25 | 11     | 110,25    | 13 Q   | 115,81       | 14           | niet geplaatst | niet geplaatst |

#### Sprint
Mannen
| atleet                          | onderdeel  | series   | series | kwartfinale | kwartfinale | halve finale   | halve finale   | finale         | finale         |
| atleet                          | onderdeel  | tijd     | rang   | tijd        | rang        | tijd           | rang           | tijd           | rang           |
| ------------------------------- | ---------- | -------- | ------ | ----------- | ----------- | -------------- | -------------- | -------------- | -------------- |
| Adrien Bart                     | C-1 1000 m | 4.03,771 | 2 HF   | bye         | bye         | 4.04,026       | 1 FA           | 4.06,171       | 4              |
| Maxime Beaumont                 | K-1 200 m  | 35,259   | 2 HF   | bye         | bye         | 36,072         | 6 FB           | 35,998         | 9              |
| Etienne Hubert                  | K-1 200 m  | 3.45,072 | 4 KF   | 3.46,274    | 2 HF        | 3.27,319       | 6 FB           | 3.31,553       | 15             |
| Guillaume Burger                | K-1 200 m  | 3.53,241 | 4 KF   | 3.52,817    | 5           | niet geplaatst | niet geplaatst | niet geplaatst | niet geplaatst |
| Guillaume Burger Étienne Hubert | K-2 1000 m | 3.29,296 | 5 KF   | 3.18,284    | 5 FB        | niet geplaatst | niet geplaatst | 3.32,690       | 15             |

Vrouwen
| atlete                                                | onderdeel | series   | series | kwartfinale | kwartfinale | halve finale   | halve finale   | finale         | finale         |
| atlete                                                | onderdeel | tijd     | rang   | tijd        | rang        | tijd           | rang           | tijd           | rang           |
| ----------------------------------------------------- | --------- | -------- | ------ | ----------- | ----------- | -------------- | -------------- | -------------- | -------------- |
| Léa Jamelot                                           | K-1 200 m | 43,589   | 6 KF   | 43,338      | 4           | niet geplaatst | niet geplaatst | niet geplaatst | niet geplaatst |
| Vanina Paoletti                                       | K-1 200 m | 42,334   | 3 KF   | 43,163      | 4           | niet geplaatst | niet geplaatst | niet geplaatst | niet geplaatst |
| Manon Hostens                                         | K-1 500 m | 1.53,668 | 6 KF   | 1.54,095    | 2 HF        | 1.57,394       | 6 FC           | 1.58,133       | 23             |
| Manon Hostens Sarah Guyot                             | K-2 500 m | 1.45,533 | 2 HF   | bye         | bye         | 1.38,632       | 3 FA           | 1.40,329       | 7              |
| Sarah Guyot Manon Hostens Léa Jamelot Vanina Paoletti | K-4 500 m | 1.39,032 | 5 KF   | 1.37,138    | 4 HF        | 1.38,202       | 5 FB           | 1.38,346       | 9              |

Legenda: FA=finale A (medailles); FC=finale C (geen medailles); HF=halve finale KF=kwartfinale

### Karate

#### Kata
Vrouwen
| Atleet            | Onderdeel | Eliminatie | Eliminatie | Ranking        | Ranking        | Finale / BM            | Finale / BM    |
| Atleet            | Onderdeel | Score      | Rang       | Score          | Rang           | Tegenstander Resultaat | Rang           |
| ----------------- | --------- | ---------- | ---------- | -------------- | -------------- | ---------------------- | -------------- |
| Alexandra Feracci | vrouwen   | 24.40      | 4          | niet geplaatst | niet geplaatst | niet geplaatst         | niet geplaatst |

#### Kumite
Mannen
| Atleet          | Onderdeel | Groupsfase             | Groupsfase             | Groupsfase             | Groupsfase             | Groupsfase | Halve Finale           | Finale                 | Finale |
| Atleet          | Onderdeel | Tegenstander Resultaat | Tegenstander Resultaat | Tegenstander Resultaat | Tegenstander Resultaat | Rang       | Tegenstander Resultaat | Tegenstander Resultaat | Rang   |
| --------------- | --------- | ---------------------- | ---------------------- | ---------------------- | ---------------------- | ---------- | ---------------------- | ---------------------- | ------ |
| Steven Da Costa | −67 kg    | Derafshipour W 4 - 0   | Al-Masatfa V 4 - 7     | Kalniņš W 11 - 2       | Andrés Madera W 2 - 0  | 2 Q        | Assadilov W 5 - 2      | Şamdan W 2 - 0         | Goud   |

Vrouwen
| Atleet          | Onderdeel | Groupsfase             | Groupsfase             | Groupsfase             | Groupsfase             | Groupsfase | Halve Finale           | Finale                 | Finale         |
| Atleet          | Onderdeel | Tegenstander Resultaat | Tegenstander Resultaat | Tegenstander Resultaat | Tegenstander Resultaat | Rang       | Tegenstander Resultaat | Tegenstander Resultaat | Rang           |
| --------------- | --------- | ---------------------- | ---------------------- | ---------------------- | ---------------------- | ---------- | ---------------------- | ---------------------- | -------------- |
| Leïla Heurtault | −61 kg    | Garcés V 0 - 8         | Someya V 3 - 6         | Yin V 0 - 1            | Çoban W 2 - 0          | E          | niet geplaatst         | niet geplaatst         | niet geplaatst |

### Klimsport
Mannen
| atleet        | specialisatie | kwalificatie | kwalificatie | kwalificatie | kwalificatie | kwalificatie | kwalificatie | kwalificatie | totaal | totaal | finale | finale | finale    | finale    | finale | finale | finale | totaal | totaal |
| atleet        | specialisatie | speed        | speed        | boulderen    | boulderen    | lead         | lead         | lead         | totaal | totaal | speed  | speed  | boulderen | boulderen | lead   | lead   | lead   | totaal | totaal |
| atleet        | specialisatie | tijd         | rang         | punten       | rang         | punten       | tijd         | rang         | punten | rang   | tijd   | rang   | punten    | rang      | punten | tijd   | rang   | punten | rang   |
| ------------- | ------------- | ------------ | ------------ | ------------ | ------------ | ------------ | ------------ | ------------ | ------ | ------ | ------ | ------ | --------- | --------- | ------ | ------ | ------ | ------ | ------ |
| Bassa Mawem   | speed         | 5,45 OR      | 1            | 0Tz1 0 4     | 18           | 7            | -            | 20           | 360,00 | 7 Q    | DNS    | DNS    | DNS       | DNS       | DNS    | DNS    | DNS    | DNS    | 8      |
| Mickaël Mawem | boulder       | 5,95         | 3            | 3T4z 4 5     | 1            | 28+          | 2.24         | 11           | 33,00  | 1 Q    | 6,36   | 4      | 1T3z 1 3  | 2         | 23+    | -      | 7      | 42     | 5      |

Vrouwen
| atlete           | specialisatie | kwalificatie | kwalificatie | kwalificatie | kwalificatie | kwalificatie | kwalificatie | kwalificatie | totaal  | totaal | finale         | finale         | finale         | finale         | finale         | finale         | finale         | totaal         | totaal         |
| atlete           | specialisatie | speed        | speed        | boulderen    | boulderen    | lead         | lead         | lead         | totaal  | totaal | speed          | speed          | boulderen      | boulderen      | lead           | lead           | lead           | totaal         | totaal         |
| atlete           | specialisatie | tijd         | rang         | punten       | rang         | punten       | tijd         | rang         | punten  | rang   | tijd           | rang           | punten         | rang           | punten         | tijd           | rang           | punten         | rang           |
| ---------------- | ------------- | ------------ | ------------ | ------------ | ------------ | ------------ | ------------ | ------------ | ------- | ------ | -------------- | -------------- | -------------- | -------------- | -------------- | -------------- | -------------- | -------------- | -------------- |
| Julia Chanourdie | lead          | 8,17         | 8            | 03Tz 0 9     | 15           | 25+          | -            | 9            | 1080,00 | 13     | niet geplaatst | niet geplaatst | niet geplaatst | niet geplaatst | niet geplaatst | niet geplaatst | niet geplaatst | niet geplaatst | niet geplaatst |
| Anouck Jaubert   | speed         | 7,12         | 2            | 1T1z 4 1     | 13           | 16+          | 2.14         | 15           | 390,00  | 8 Q    | 7,40           | 2              | 0T1z 0 2       | 6              | 13+            | -              | 84             | 6              |                |

### Moderne vijfkamp
Mannen
| atleet          | onderdeel        | schermen (degen) | schermen (degen) | schermen (degen) | schermen (degen) | zwemmen (200 m vrije slag) | zwemmen (200 m vrije slag) | zwemmen (200 m vrije slag) | paardrijden (springen) | paardrijden (springen) | paardrijden (springen) | combinatie: schieten/lopen (10 m luchtpistool)/(3200 m) | combinatie: schieten/lopen (10 m luchtpistool)/(3200 m) | combinatie: schieten/lopen (10 m luchtpistool)/(3200 m) | totaal punten | rang |
| atleet          | onderdeel        | RR               | BR               | rang             | punten           | tijd                       | rang                       | punten                     | strafpunten            | rang                   | punten                 | tijd                                                    | rang                                                    | punten                                                  | totaal punten | rang |
| --------------- | ---------------- | ---------------- | ---------------- | ---------------- | ---------------- | -------------------------- | -------------------------- | -------------------------- | ---------------------- | ---------------------- | ---------------------- | ------------------------------------------------------- | ------------------------------------------------------- | ------------------------------------------------------- | ------------- | ---- |
| Valentin Belaud | moderne vijfkamp | 18-17            | 4                | 13               | 212              | 2.04,13                    | 23                         | 302                        | 78,16                  | 9                      | 293                    | 11.05,74                                                | 9                                                       | 635                                                     | 1442          | 11   |
| Valentin Prades | moderne vijfkamp | 19-16            | 3                | 11               | 217              | 2.00,73                    | 13                         | 309                        | 82,05                  | 26                     | 270                    | 10.38,89                                                | 3                                                       | 662                                                     | 1458          | 7    |

Vrouwen
| atlete         | onderdeel        | schermen (degen) | schermen (degen) | schermen (degen) | schermen (degen) | zwemmen (200 m vrije slag) | zwemmen (200 m vrije slag) | zwemmen (200 m vrije slag) | paardrijden (springen) | paardrijden (springen) | paardrijden (springen) | combinatie: schieten/lopen (10 m luchtpistool)/(3200 m) | combinatie: schieten/lopen (10 m luchtpistool)/(3200 m) | combinatie: schieten/lopen (10 m luchtpistool)/(3200 m) | totaal punten | rang |
| atlete         | onderdeel        | RR               | BR               | rang             | punten           | tijd                       | rang                       | punten                     | strafpunten            | rang                   | punten                 | tijd                                                    | rang                                                    | punten                                                  | totaal punten | rang |
| -------------- | ---------------- | ---------------- | ---------------- | ---------------- | ---------------- | -------------------------- | -------------------------- | -------------------------- | ---------------------- | ---------------------- | ---------------------- | ------------------------------------------------------- | ------------------------------------------------------- | ------------------------------------------------------- | ------------- | ---- |
| Élodie Clouvel | moderne vijfkamp | 16-19            | 0                | 24               | 196              | 2.07,51                    | 3                          | 295                        | 74,08                  | 12                     | 293                    | 12.17,78                                                | 10                                                      | 563                                                     | 1347          | 6    |
| Marie Oteiza   | moderne vijfkamp | 19-16            | 1                | 13               | 215              | 2.10,15                    | 7                          | 290                        | 87,70                  | 13                     | 293                    | 12.44,75                                                | 19                                                      | 536                                                     | 1344          | 10   |

### Paardensport
Bij de Wereldruiterspelen, die in september 2018 plaatsvonden in het door het orkaanseizoen geteisterde Tryon, North Carolina, plaatste het Franse eventingteam zich voor de Olympische Spelen. In de landenwedstrijd werd Frankrijk derde, waar de beste zes landen zich kwalificeerden. Thibaut Vallette behaalde de beste individuele score (30,8 strafpunten).

#### Dressuur
| ruiter                                           | paard             | onderdeel   | Grand Prix | Grand Prix | Grand Prix Special | Grand Prix Special | Grand Prix Freestyle | Grand Prix Freestyle | totaal         | totaal         |
| ruiter                                           | paard             | onderdeel   | score      | rang       | score              | rang               | technisch            | artistiek            | uitslag        | rang           |
| ------------------------------------------------ | ----------------- | ----------- | ---------- | ---------- | ------------------ | ------------------ | -------------------- | -------------------- | -------------- | -------------- |
| Alexandre Ayache                                 | Zo What           | individueel | 68,929     | 34         | n.v.t.             | n.v.t.             | niet geplaatst       | niet geplaatst       | niet geplaatst | niet geplaatst |
| Morgan Barbancon                                 | Sir Donnerhall II | individueel | 70,543     | 24         | n.v.t.             | n.v.t.             | niet geplaatst       | niet geplaatst       | niet geplaatst | niet geplaatst |
| Maxime Collard                                   | Cupido            | individueel | 69,068     | 33         | n.v.t.             | n.v.t.             | niet geplaatst       | niet geplaatst       | niet geplaatst | niet geplaatst |
| Alexandre Ayache Morgan Barbançon Maxime Collard | zie hierboven     | team        | 6715,0     | 9          | niet geplaatst     | niet geplaatst     | n.v.t.               | n.v.t.               | niet geplaatst | niet geplaatst |

#### Eventing
| ruiter                                          | paard           | onderdeel   | dressuur    | dressuur | cross-country | cross-country | cross-country | springen     | springen     | springen     | springen    | springen | springen | totaal      | totaal |
| ruiter                                          | paard           | onderdeel   | dressuur    | dressuur | cross-country | cross-country | cross-country | kwalificatie | kwalificatie | kwalificatie | finale      | finale   | finale   | totaal      | totaal |
| ruiter                                          | paard           | onderdeel   | strafpunten | rang     | strafpunten   | totaal        | rang          | strafpunten  | totaal       | rang         | strafpunten | totaal   | rang     | strafpunten | rang   |
| ----------------------------------------------- | --------------- | ----------- | ----------- | -------- | ------------- | ------------- | ------------- | ------------ | ------------ | ------------ | ----------- | -------- | -------- | ----------- | ------ |
| Karim Laghouag                                  | Triton Fontaine | individueel | 32,40       | 26       | 0,00          | 32,40         | 8             | 4,00         | 36,40        | 13           | 8,80        | 45,20    | 12       | 45,20       | 12     |
| Christopher Six                                 | Totem de Brecey | individueel | 29,60       | 13       | 1,60          | 31,20         | 11            | 0,00         | 31,20        | 6            | 4,00        | 35,20    | 7        | 35,20       | 7      |
| Nicolas Touzaint                                | Absolut Gold    | individueel | 33,10       | 32       | 0,40          | 33,50         | 13            | 0,40         | 33,90        | 10           | 0,00        | 33,90    | 6        | 33,90       | 6      |
| Karim Laghouag Christopher Six Nicolas Touzaint | zie hierboven   | team        | 95,10       | 9        | 2,00          | 97,10         | 3             | 4,40         | 101,50       | 3            | n.v.t.      | n.v.t.   | n.v.t.   | 101,50      | Brons  |

#### Springen
| ruiter                                             | paard                | onderdeel   | kwalificatie | kwalificatie | finale         | finale         | totaal         | totaal         |
| ruiter                                             | paard                | onderdeel   | strafpunten  | rang         | strafpunten    | rang           | strafpunten    | rang           |
| -------------------------------------------------- | -------------------- | ----------- | ------------ | ------------ | -------------- | -------------- | -------------- | -------------- |
| Mathieu Billot                                     | Quel Filou           | individueel | 7,00         | 43           | niet geplaatst | niet geplaatst | niet geplaatst | niet geplaatst |
| Nicolas Delmotte                                   | Urvoso du Roch       | individueel | 0,00         | 1 Q          | 5,00           | 12             | 5,00           | 12             |
| Pénélope Leprevost                                 | Vancouver de Lanlore | individueel | 10,00        | 54           | niet geplaatst | niet geplaatst | niet geplaatst | niet geplaatst |
| Mathieu Billot Nicolas Delmotte Pénélope Leprevost | zie hierboven        | team        | 15,00        | 6 Q          | EL             | -              | DNF            | DNF            |

### Roeien
Mannen
| atleet                            | onderdeel   | series  | series | herkansingen | herkansingen | kwartfinale | kwartfinale | halve finale | halve finale | finale     | finale |
| atleet                            | onderdeel   | tijd    | rang   | tijd         | rang         | tijd        | rang        | tijd         | rang         | tijd       | rang   |
| --------------------------------- | ----------- | ------- | ------ | ------------ | ------------ | ----------- | ----------- | ------------ | ------------ | ---------- | ------ |
| Matthieu Androdias Hugo Boucheron | dubbel-twee | 6.10,45 | 1 HA/B | bye          | bye          | n.v.t.      | n.v.t.      | 6.20,45      | 1 FA         | 6.00,33 OR | Goud   |
| Guillaume Turlan Thibaud Turlan   | twee-zonder | 7.09,79 | 4 H    | 6.49,19      | 2 HA/B       | n.v.t.      | n.v.t.      | 6.52,24      | 6 FB         | 6.28,01    | 9      |

Vrouwen
| atlete                                                         | onderdeel          | series  | series | herkansingen | herkansingen | kwartfinale | kwartfinale | halve finale | halve finale | finale  | finale |
| atlete                                                         | onderdeel          | tijd    | rang   | tijd         | rang         | tijd        | rang        | tijd         | rang         | tijd    | rang   |
| -------------------------------------------------------------- | ------------------ | ------- | ------ | ------------ | ------------ | ----------- | ----------- | ------------ | ------------ | ------- | ------ |
| Hélène Lefebvre Élodie Ravera-Scaramozzino                     | dubbel-twee        | 6.57,83 | 3 HA/B | bye          | bye          | n.v.t.      | n.v.t.      | 7.12,68      | 4 FB         | 6.58,52 | 8      |
| Claire Bové Laura Tarantola                                    | lichte dubbel-twee | 7.03,47 | 1 HA/B | bye          | bye          | n.v.t.      | n.v.t.      | 6.42,92      | 2 FA         | 6.47,68 | Zilver |
| Violaine Aernoudts Margaux Bailleul Marie Jacquet Emma Lunatti | dubbel-vier        | 6.33,64 | 5 H    | 6.47,41      | 5 FB         | n.v.t.      | n.v.t.      | n.v.t.       | n.v.t.       | 6.29,70 | 9      |

Legenda: FA=finale A (medailles); FB=finale B (geen medailles); FC=finale C (geen medailles); FD=finale D (geen medailles); FE=finale E (geen medailles); FF=finale F (geen medailles); HA/B=halve finale A/B; HC/D=halve finale C/D; HE/F=halve finale E/F; KF=kwartfinale; H=herkansing

### Rugby
Vrouwen
| Olympiër | Discipline | Resultaat | Prestatie |
| --- | ---------- | --------- | --- |
| Anne-Cécile Ciofani Shannon Izar Carla Neisen Caroline Drouin Chloé Jacquet Camille Grassineau Fanny Horta Jade Le Pesq Chloé Pelle Lina Guérin Coralie Bertrand Séraphine Okemba | vrouwen    | Zilver    | Groepsfase Poule B Gewonnen van Fiji 12 - 5 Gewonnen van Brazilië 40 - 5 Gewonnen van Canada 31 - 0 Kwartfinale Gewonnen van China 24 - 10 Halve finale Verloren van Groot-Brittannië 19 - 26 Finale Verloren van Nieuw-Zeeland 26 - 12 |

### Schermen
Mannen
| atleet                                                       | onderdeel   | eerste ronde         | tweede ronde         | derde ronde          | kwartfinale          | halve finale                                    | finale / BM                                  | finale / BM    |
| atleet                                                       | onderdeel   | tegenstander uitslag | tegenstander uitslag | tegenstander uitslag | tegenstander uitslag | tegenstander uitslag                            | tegenstander uitslag                         | rang           |
| ------------------------------------------------------------ | ----------- | -------------------- | -------------------- | -------------------- | -------------------- | ----------------------------------------------- | -------------------------------------------- | -------------- |
| Alexandre Bardenet                                           | degen       | bye                  | McDowald W 15 - 12   | Santarelli V 11 - 15 | niet geplaatst       | niet geplaatst                                  | niet geplaatst                               | niet geplaatst |
| Yannick Borel                                                | degen       | bye                  | El-Sayed V 11 - 15   | niet geplaatst       | niet geplaatst       | niet geplaatst                                  | niet geplaatst                               | niet geplaatst |
| Romain Cannone                                               | degen       | bye                  | Limardo W 15 - 12    | Verwijlen W 15 - 11  | Bida W 15 - 12       | Reizlin W 15 - 10                               | Siklósi W 15 - 10                            | Goud           |
| Alexandre Bardenet Yannick Borel Romain Cannone Ronan Gustin | team degen  | n.v.t.               | n.v.t.               | bye                  | Japan V 45 - 37      | Kwalificatie plaats 5 - 8 Zwitserland W 45 - 37 | Wedstrijd om de 5de plaats' Oekraïne W 45 39 | 5              |
| Enzo Lefort                                                  | floret      | bye                  | Cervantes W 15 - 11  | Saito W 15 - 4       | Garozzo V 10 - 15    | niet geplaatst                                  | niet geplaatst                               | niet geplaatst |
| Julien Mertine                                               | floret      | bye                  | Cheung V 12 - 15     | niet geplaatst       | niet geplaatst       | niet geplaatst                                  | niet geplaatst                               | niet geplaatst |
| Maxime Pauty                                                 | floret      | bye                  | Matsuyama V 7 - 15   | niet geplaatst       | niet geplaatst       | niet geplaatst                                  | niet geplaatst                               | niet geplaatst |
| Erwann Le Péchoux Enzo Lefort Julien Mertine Maxime Pauty    | team floret | n.v.t.               | n.v.t.               | bye                  | Egypte W 45 - 34     | Japan W 45 - 42                                 | Russische ploeg W 45 - 28                    | Goud           |
| Boladé Apithy                                                | sabel       | bye                  | Rahbari V 13 - 15    | niet geplaatst       | niet geplaatst       | niet geplaatst                                  | niet geplaatst                               | niet geplaatst |

Vrouwen
| atlete                                                    | onderdeel   | eerste ronde         | tweede ronde          | derde ronde             | kwartfinale                | halve finale          | finale / BM               | finale / BM    |
| atlete                                                    | onderdeel   | tegenstander uitslag | tegenstander uitslag  | tegenstander uitslag    | tegenstander uitslag       | tegenstander uitslag  | tegenstander uitslag      | rang           |
| --------------------------------------------------------- | ----------- | -------------------- | --------------------- | ----------------------- | -------------------------- | --------------------- | ------------------------- | -------------- |
| Coraline Vitalis                                          | degen       | bye                  | Beljajeva V 5 - 15    | niet geplaatst          | niet geplaatst             | niet geplaatst        | niet geplaatst            | niet geplaatst |
| Anita Blaze                                               | floret      | bye                  | Guo V 12 - 15         | niet geplaatst          | niet geplaatst             | niet geplaatst        | niet geplaatst            | niet geplaatst |
| Pauline Ranvier                                           | floret      | bye                  | Harvey V 9 - 15       | niet geplaatst          | niet geplaatst             | niet geplaatst        | niet geplaatst            | niet geplaatst |
| Ysaora Thibus                                             | floret      | bye                  | Pásztor W 15 - 13     | Korobeynikova V 12 - 15 | niet geplaatst             | niet geplaatst        | niet geplaatst            | niet geplaatst |
| Anita Blaze Astrid Guyart Pauline Ranvier Ysaora Thibus   | team floret | n.v.t.               | n.v.t.                | n.v.t.                  | Canada W 45 - 29           | Italië W 45 - 43      | Russische ploeg V 34 - 45 | Zilver         |
| Cécilia Berder                                            | sabel       | bye                  | Choi V 11 - 15        | niet geplaatst          | niet geplaatst             | niet geplaatst        | niet geplaatst            | niet geplaatst |
| Manon Brunet                                              | sabel       | bye                  | Bhavani Devi W 15 - 7 | Emura W 15 - 12         | Nikitina W 15 - 5          | Pozdniakova V 10 - 15 | Márton W 15 - 6           | Brons          |
| Charlotte Lembach                                         | sabel       | bye                  | Vecchi V 11 - 15      | niet geplaatst          | niet geplaatst             | niet geplaatst        | niet geplaatst            | niet geplaatst |
| Sara Balzer Cécilia Berder Manon Brunet Charlotte Lembach | team sabel  | n.v.t.               | n.v.t.                | bye                     | Verenigde Staten W 45 - 30 | Italië W 45 - 39      | Russische ploeg V 41 - 45 | Zilver         |

### Schietsport
Franse schutters verkregen quotaplaatsen voor het olympisch schietsporttoernooi door hun resultaten bij de wereldkampioenschappen schietsport in september 2018 in Changwon, Zuid-Korea. Jean Quiquampoix won op het toernooi een bronzen medaille bij de 25 meter snelvuurpistool, wat een quotaplaats opleverde; bij het skeet kleiduivenschieten dwong Emmanuel Petit kwalificatie af met een vierde plaats.
Mannen
| atleet            | onderdeel            | kwalificatie | kwalificatie | finale         | finale         |
| atleet            | onderdeel            | punten       | rang         | punten         | rang           |
| ----------------- | -------------------- | ------------ | ------------ | -------------- | -------------- |
| Clément Bessaguet | 25 m snelvuurpistool | 582          | 7            | niet geplaatst | niet geplaatst |
| Jean Quiquampoix  | 25 m snelvuurpistool | 586          | 2 Q          | 34             | Goud           |
| Éric Delaunay     | skeet                | 124          | 1 Q          | 25             | 5              |
| Emmanuel Petit    | skeet                | 121          | 11           | niet geplaatst | niet geplaatst |

Vrouwen
| atlete            | onderdeel                   | kwalificatie | kwalificatie | finale         | finale         |
| atlete            | onderdeel                   | punten       | rang         | punten         | rang           |
| ----------------- | --------------------------- | ------------ | ------------ | -------------- | -------------- |
| Céline Goberville | 10 m luchtpistool           | 577          | 8 Q          | 114,9          | 8              |
| Céline Goberville | 25 m pistool                | 574          | 31           | niet geplaatst | niet geplaatst |
| Mathilde Lamolle  | 10 m luchtpistool           | 578          | 5 Q          | 134,6          | 7              |
| Mathilde Lamolle  | 25 m pistool                | 582          | 12           | niet geplaatst | niet geplaatst |
| Océanne Muller    | 10 m luchtgeweer            | 630,7        | 5 Q          | 187,7          | 5              |
| Océanne Muller    | 50 meter geweer 3 houdingen | 1155-43x     | 31           | niet geplaatst | niet geplaatst |
| Lucie Anastassiou | skeet                       | 119          | 9            | niet geplaatst | niet geplaatst |
| Carole Cormenier  | trap                        | 117          | 12           | niet geplaatst | niet geplaatst |
| Mélanie Couzy     | trap                        | 110          | 25           | niet geplaatst | niet geplaatst |

### Schoonspringen
Mannen
| atleet          | onderdeel  | series | series | halve finale   | halve finale   | finale         | finale         |
| atleet          | onderdeel  | punten | rang   | punten         | rang           | punten         | rang           |
| --------------- | ---------- | ------ | ------ | -------------- | -------------- | -------------- | -------------- |
| Alexis Jandard  | 3 m plank  | 423,60 | 11 Q   | 357,85         | 16             | niet geplaatst | niet geplaatst |
| Matthieu Rosset | 10 m toren | 275,70 | 29     | niet geplaatst | niet geplaatst | niet geplaatst | niet geplaatst |

Vrouwen
| atleet        | onderdeel  | series | series | halve finale | halve finale | finale         | finale         |
| atleet        | onderdeel  | punten | rang   | punten       | rang         | punten         | rang           |
| ------------- | ---------- | ------ | ------ | ------------ | ------------ | -------------- | -------------- |
| Alaïs Kalonji | 10 m toren | 295,90 | 14 Q   | 269,00       | 16           | niet geplaatst | niet geplaatst |

### Skateboarden
Mannen
| atlete           | onderdeel | kwalificaties | kwalificaties | finale | finale |
| atlete           | onderdeel | punten        | rang          | punten | rang   |
| ---------------- | --------- | ------------- | ------------- | ------ | ------ |
| Vincent Matheron | park      | 74,07         | 7 Q           | 42,33  | 7      |
| Aurélien Giraud  | street    | 35,88         | 1 Q           | 29,09  | 6      |
| Vincent Milou    | street    | 34,36         | 5 Q           | 34,14  | 4      |

Vrouwen
| atlete              | onderdeel | kwalificaties | kwalificaties | finale         | finale         |
| atlete              | onderdeel | punten        | rang          | punten         | rang           |
| ------------------- | --------- | ------------- | ------------- | -------------- | -------------- |
| Madeleine Larcheron | park      | 32,34         | 13            | niet geplaatst | niet geplaatst |
| Charlotte Hym       | street    | 5,34          | 17            | niet geplaatst | niet geplaatst |

### Surfen
Mannen
| atleet        | onderdeel | eerste ronde | eerste ronde | tweede ronde | tweede ronde | derde ronde             | kwartfinale            | halve finale         | finale / BM          | finale / BM    |
| atleet        | onderdeel | punten       | rang         | punten       | rang         | tegenstander uitslag    | tegenstander uitslag   | tegenstander uitslag | tegenstander uitslag | rang           |
| ------------- | --------- | ------------ | ------------ | ------------ | ------------ | ----------------------- | ---------------------- | -------------------- | -------------------- | -------------- |
| Michel Bourez | surfen    | 10,10        | 2 Q          | bye          | bye          | Boukhiam W 12,43 - 9,40 | Medina V 13,66 - 15,33 | niet geplaatst       | niet geplaatst       | niet geplaatst |
| Jérémy Florès | surfen    | 7,63         | 4            | 11,37        | 2 Q          | Wright V 12,90 - 15,00  | niet geplaatst         | niet geplaatst       | niet geplaatst       | niet geplaatst |

Vrouwen
| atleet        | onderdeel | eerste ronde | eerste ronde | tweede ronde | tweede ronde | derde ronde                | kwartfinale          | halve finale         | finale / BM          | finale / BM    |
| atleet        | onderdeel | punten       | rang         | punten       | rang         | tegenstander uitslag       | tegenstander uitslag | tegenstander uitslag | tegenstander uitslag | rang           |
| ------------- | --------- | ------------ | ------------ | ------------ | ------------ | -------------------------- | -------------------- | -------------------- | -------------------- | -------------- |
| Pauline Ado   | surfen    | 9,17         | 3            | 9,66         | 2 Q          | Fitzgibbons V 9,03 - 10,86 | niet geplaatst       | niet geplaatst       | niet geplaatst       | niet geplaatst |
| Johanne Defay | surfen    | 10,60        | 2 Q          | bye          | bye          | Hopkins V 9,40 - 10,84     | niet geplaatst       | niet geplaatst       | niet geplaatst       | niet geplaatst |

### Synchroonzwemmen
| atlete                          | onderdeel | vrije routine (voorronde) | vrije routine (voorronde) | technische routine | technische routine        | technische routine | vrije routine (finale) | vrije routine (finale)    | vrije routine (finale) |
| atlete                          | onderdeel | punten                    | rang                      | punten             | totaal (technisch + vrij) | rang               | punten                 | totaal (technisch + vrij) | rang                   |
| ------------------------------- | --------- | ------------------------- | ------------------------- | ------------------ | ------------------------- | ------------------ | ---------------------- | ------------------------- | ---------------------- |
| Charlotte Tremble Laura Tremble | duet      | 87,3474                   | 8                         | 88,5667            | 175,9141                  | 8 Q                | 89,6333                | 176,9807                  | 8                      |

### Taekwondo
Vrouwen
| atleet           | onderdeel | eerste ronde         | kwartfinale          | halve finale         | herkansing           | finale / BM          | finale / BM    |
| atleet           | onderdeel | tegenstander uitslag | tegenstander uitslag | tegenstander uitslag | tegenstander uitslag | tegenstander uitslag | rang           |
| ---------------- | --------- | -------------------- | -------------------- | -------------------- | -------------------- | -------------------- | -------------- |
| Magda Wiet-Hénin | -67 kg    | Malak V 10 - 11      | niet geplaatst       | niet geplaatst       | niet geplaatst       | niet geplaatst       | niet geplaatst |
| Althéa Laurin    | +67 kg    | Acosta W 21 - 3      | Zheng W 14 - 6       | Mandić V 5 - 7       | bye                  | Traoré W 17 - 8      | Brons          |

### Tafeltennis
Mannen
| atleet                                         | onderdeel | voorronde            | eerste ronde         | tweede ronde         | derde ronde          | vierde ronde         | kwartfinale          | halve finale         | finale / BM          | finale / BM    |
| atleet                                         | onderdeel | tegenstander uitslag | tegenstander uitslag | tegenstander uitslag | tegenstander uitslag | tegenstander uitslag | tegenstander uitslag | tegenstander uitslag | tegenstander uitslag | rang           |
| ---------------------------------------------- | --------- | -------------------- | -------------------- | -------------------- | -------------------- | -------------------- | -------------------- | -------------------- | -------------------- | -------------- |
| Simon Gauzy                                    | enkelspel | bye                  | bye                  | bye                  | Groth W 4 - 0        | Ma V 1 - 4           | niet geplaatst       | niet geplaatst       | niet geplaatst       | niet geplaatst |
| Emmanuel Lebesson                              | enkelspel | bye                  | bye                  | Gaćina W 4 - 0       | Fan V 0 - 4          | niet geplaatst       | niet geplaatst       | niet geplaatst       | niet geplaatst       | niet geplaatst |
| Alexandre Cassin Simon Gauzy Emmanuel Lebesson | team      | n.v.t.               | n.v.t.               | n.v.t.               | n.v.t.               | Hongkong W 3 - 0     | China V 0 - 3        | niet geplaatst       | niet geplaatst       | niet geplaatst |

Vrouwen
| atleet                                             | onderdeel | voorronde            | eerste ronde         | tweede ronde         | derde ronde          | vierde ronde         | kwartfinale          | halve finale         | finale / BM          | finale / BM    |
| atleet                                             | onderdeel | tegenstander uitslag | tegenstander uitslag | tegenstander uitslag | tegenstander uitslag | tegenstander uitslag | tegenstander uitslag | tegenstander uitslag | tegenstander uitslag | rang           |
| -------------------------------------------------- | --------- | -------------------- | -------------------- | -------------------- | -------------------- | -------------------- | -------------------- | -------------------- | -------------------- | -------------- |
| Prithika Pavade                                    | enkelspel | bye                  | Noskova V 2 - 4      | niet geplaatst       | niet geplaatst       | niet geplaatst       | niet geplaatst       | niet geplaatst       | niet geplaatst       | niet geplaatst |
| Jia Nan Yuan                                       | enkelspel | bye                  | Abdel Razek W 4 - 0  | Takahashi W 4 - 0    | Jeon V 3 - 4         | niet geplaatst       | niet geplaatst       | niet geplaatst       | niet geplaatst       | niet geplaatst |
| Stéphanie Loeuillette Prithika Pavade Jia Nan Yuan | team      | n.v.t.               | n.v.t.               | n.v.t.               | n.v.t.               | Singapore V 0 - 3    | niet geplaatst       | niet geplaatst       | niet geplaatst       | niet geplaatst |

Gemengd
| atleet                         | onderdeel  | eerste ronde            | kwartfinale          | halve finale         | finale / BM          | finale / BM |
| atleet                         | onderdeel  | tegenstander uitslag    | tegenstander uitslag | tegenstander uitslag | tegenstander uitslag | rang        |
| ------------------------------ | ---------- | ----------------------- | -------------------- | -------------------- | -------------------- | ----------- |
| Emmanuel Lebesson Jia Nan Yuan | dubbelspel | Heming / Tapper W 4 - 0 | Wong / Doo W 4 - 3   | Xu / Liu V 0 - 4     | Lin / Cheng V 0 - 4  | 4           |

### Tennis
Mannen
| atlete                              | onderdeel  | eerste ronde               | tweede ronde                                  | derde ronde                             | kwartfinale                    | halve finale         | finale / BM          | finale / BM    |
| atlete                              | onderdeel  | tegenstander uitslag       | tegenstander uitslag                          | tegenstander uitslag                    | tegenstander uitslag           | tegenstander uitslag | tegenstander uitslag | rang           |
| ----------------------------------- | ---------- | -------------------------- | --------------------------------------------- | --------------------------------------- | ------------------------------ | -------------------- | -------------------- | -------------- |
| Jérémy Chardy                       | enkelspel  | Barrios W 6-1, 7-6(7-4)    | Karatsev W 7-5, 4-6, 6-3                      | Broady W 7-6(7-3), 4-6, 6-1             | Zverev V 4-6, 1-6              | niet geplaatst       | niet geplaatst       | niet geplaatst |
| Ugo Humbert                         | enkelspel  | Andújar W 7-6(7-3), 6-1    | Kecmanović W 4-6, 7-6(7-5), 7-5               | Stéfanos Tsitsipás W 2-6, 7-6(7-4), 6-2 | Khachanov V 6-7(4-7), 6-4, 3-6 | niet geplaatst       | niet geplaatst       | niet geplaatst |
| Gaël Monfils                        | enkelspel  | Ivashka V 4-6, 6-4, 5-7    | niet geplaatst                                | niet geplaatst                          | niet geplaatst                 | niet geplaatst       | niet geplaatst       | niet geplaatst |
| Gilles Simon                        | enkelspel  | Gerasminov V 6-4, 3-6, 4-6 | niet geplaatst                                | niet geplaatst                          | niet geplaatst                 | niet geplaatst       | niet geplaatst       | niet geplaatst |
| Jérémy Chardy Gaël Monfils          | dubbelspel | n.v.t.                     | Bublik / Golubev W 6-7(4-7), 7-6(7-3), [10-8] | } Struff / Zverev V 4-6, 5-7            | niet geplaatst                 | niet geplaatst       | niet geplaatst       | niet geplaatst |
| Pierre-Hugues Herbert Nicolas Mahut | dubbelspel | n.v.t.                     | Murray / Salisbury V 3-6, 2-6                 | niet geplaatst                          | niet geplaatst                 | niet geplaatst       | niet geplaatst       | niet geplaatst |

Vrouwen
| atlete                              | onderdeel  | eerste ronde                | tweede ronde                              | derde ronde                      | kwartfinale          | halve finale         | finale / BM          | finale / BM    |
| atlete                              | onderdeel  | tegenstander uitslag        | tegenstander uitslag                      | tegenstander uitslag             | tegenstander uitslag | tegenstander uitslag | tegenstander uitslag | rang           |
| ----------------------------------- | ---------- | --------------------------- | ----------------------------------------- | -------------------------------- | -------------------- | -------------------- | -------------------- | -------------- |
| Alizé Cornet                        | enkelspel  | Plíšková V 1-6, 3-6         | niet geplaatst                            | niet geplaatst                   | niet geplaatst       | niet geplaatst       | niet geplaatst       | niet geplaatst |
| Fiona Ferro                         | enkelspel  | Sevastova W 2-6, 6-4, 6-2   | Sorribes V 1-6, 4-6                       | niet geplaatst                   | niet geplaatst       | niet geplaatst       | niet geplaatst       | niet geplaatst |
| Caroline Garcia                     | enkelspel  | Vekić V 2-6, 7-6(7-2), 3-6  | niet geplaatst                            | niet geplaatst                   | niet geplaatst       | niet geplaatst       | niet geplaatst       | niet geplaatst |
| Kristina Mladenovic                 | enkelspel  | Badosa V 7-6(7-4), 3-6, 0-6 | niet geplaatst                            | niet geplaatst                   | niet geplaatst       | niet geplaatst       | niet geplaatst       | niet geplaatst |
| Alizé Cornet Fiona Ferro            | dubbelspel | n.v.t.                      | Svitolina / Yastremska W 6-2, 6-4         | Mattek-Sands / Pegula V 1-6, 4-6 | niet geplaatst       | niet geplaatst       | niet geplaatst       | niet geplaatst |
| Caroline Garcia Kristina Mladenovic | dubbelspel | n.v.t.                      | Bertens / Schuurs V 6-7(5-7), 7-5, [9-11] | niet geplaatst                   | niet geplaatst       | niet geplaatst       | niet geplaatst       | niet geplaatst |

Gemengd
| atlete                            | onderdeel  | eerste ronde                    | kwartfinale          | halve finale         | finale / BM          | finale / BM    |
| atlete                            | onderdeel  | tegenstander uitslag            | tegenstander uitslag | tegenstander uitslag | tegenstander uitslag | rang           |
| --------------------------------- | ---------- | ------------------------------- | -------------------- | -------------------- | -------------------- | -------------- |
| Kristina Mladenovic Nicolas Mahut | dubbelspel | Vesnina / Karatsev V 4-6, 2-6   | niet geplaatst       | niet geplaatst       | niet geplaatst       | niet geplaatst |
| Fiona Ferro Pierre-Hugues Herbert | dubbelspel | Świątek / Kubot V 3-6, 6-7(3-7) | niet geplaatst       | niet geplaatst       | niet geplaatst       | niet geplaatst |

### Triatlon
Individueel
| Atleet              | Evenement | Zwemmen(1.5 km) | Rang 1 | Fietsen (40 km) | Rang 2 | Lopen(10 km) | Totaal Tijd | Ranking |
| ------------------- | --------- | --------------- | ------ | --------------- | ------ | ------------ | ----------- | ------- |
| Léo Bergère         | Mannen    | 18:00           |        | 56:22           |        | 31:47        | 1:47:20     | 21      |
| Dorian Coninx       | Mannen    | 18:04           |        | 56:18           |        | 31:15        | 1:46:48     | 17      |
| Vincent Luis        | Mannen    | 17:39           |        | 56:45           |        | 30:51        | 1:46:24     | 13      |
| Cassandre Beaugrand | Vrouwen   | 19:37           |        | DNF             | DNF    | DNF          | DNF         | DNF     |
| Léonie Périault     | Vrouwen   | 19:13           |        | 1:03:13         |        | 34:06        | 1:57:49     | 5       |

Gemengd
| Atleet              | Evenement   | Zwemmen (250 m) | Rang 1 | Fietsen (7 km) | Rang 2 | Lopen (1.5 km) | Totaal Groeps tijd | Ranking |
| ------------------- | ----------- | --------------- | ------ | -------------- | ------ | -------------- | ------------------ | ------- |
| Léonie Périault     | Mixed relay | 4:02            |        | 10:22          |        | 6:05           | 1:24:04            | Brons   |
| Dorian Coninx       | Mixed relay | 4:12            |        | 9:24           |        | 5:28           | 1:24:04            | Brons   |
| Cassandre Beaugrand | Mixed relay | 4:19            |        | 10:31          |        | 6:00           | 1:24:04            | Brons   |
| Vincent Luis        | Mixed relay | 3:54            |        | 9:34           |        | 5:48           | 1:24:04            | Brons   |

### Volleybal

#### Zaalvolleybal
Mannen
| Atleten | Discipline | Resultaat | Prestatie |
| --- | ---------- | --------- | --------- |
| Barthélémy Chinenyeze Jenia Grebennikov Jean Patry Benjamin Toniutti Kevin Tillie Earvin N'Gapeth Antoine Brizard Stephen Boyer Nicolas Le Goff Daryl Bultor Trévor Clévenot Yacine Louati | zaal       | Goud      | zie onder |

| # | Ploeg            | Punten | Wedstrijden | Wedstrijden | Wedstrijden | Sets | Sets | Sets  |
| # | Ploeg            | Punten | G           | W           | V           | W    | V    | Ratio |
| - | ---------------- | ------ | ----------- | ----------- | ----------- | ---- | ---- | ----- |
| 1 | Russische ploeg  | 12     | 5           | 4           | 1           | 13   | 5    | +8    |
| 2 | Brazilië         | 10     | 5           | 4           | 1           | 12   | 8    | +4    |
| 3 | Argentinië       | 8      | 5           | 3           | 2           | 12   | 10   | +2    |
| 4 | Frankrijk        | 8      | 5           | 2           | 3           | 10   | 10   | 0     |
| 5 | Verenigde Staten | 6      | 5           | 2           | 3           | 8    | 10   | -2    |
| 6 | Tunesië          | 1      | 5           | 0           | 5           | 3    | 15   | -12   |

| Ronde           | Datum           | Lokale tijd | MEZT             | Land      | Score     | Land            |
| --------------- | --------------- | ----------- | ---------------- | --------- | --------- | --------------- |
| Groepsfase      |                 |             |                  |           |           |                 |
| 24 juli 2021    | 23:00           | 16:00       | Verenigde Staten | 3 - 0     | Frankrijk |                 |
| 26 juli 2021    | 16:25           | 09:25       | Frankrijk        | 3 - 0     | Tunesië   |                 |
| 28 juli 2021    | 14:20           | 07:20       | Argentinië       | 3 - 2     | Frankrijk |                 |
| 30 juli 2021    | 22:35           | 15:35       | Russische ploeg  | 1 - 3     | Frankrijk |                 |
| 1 augustus 2021 | 11:05           | 04:05       | Brazilië         | 3 - 2     | Frankrijk |                 |
|                 |                 |             |                  |           |           |                 |
| Kwartfinale     | 3 augustus 2021 | 21:30       | 14:30            | Polen     | 2 - 3     | Frankrijk       |
|                 |                 |             |                  |           |           |                 |
| Halve finale    | 5 augustus 2021 | 21:00       | 14:00            | Frankrijk | 3 - 0     | Argentinië      |
|                 |                 |             |                  |           |           |                 |
| Finale          | 7 augustus      | 21:15       | 14:15            | Frankrijk | 3 - 2     | Russische ploeg |

### Voetbal
Mannen
| Atleten | Discipline | Resultaat  | Prestatie |
| --- | ---------- | ---------- | --------- |
| Frans voetbalelftal Paul Bernardoni Pierre Kalulu Melvin Bard Timothée Pembélé Niels Nkounkou Lucas Tousart Arnaud Nordin Enzo Le Fée Nathanaël Mbuku André-Pierre Gignac Téji Savanier Alexis Beka Beka Clément Michelin Florian Thauvin Modibo Sagnan Stefan Bajić Anthony Caci Randal Kolo Muani Ismaël Doukouré Isaac Lihadji Dimitry Bertaud | mannen     | groepsfase | zie onder |

| Groep |             |             |             |             |             |            |            |            |        |
| #     | Land        | Wedstrijden | Wedstrijden | Wedstrijden | Wedstrijden | Doelpunten | Doelpunten | Doelpunten | Punten |
| #     | Land        | G           | W           | G           | V           | V          | T          | Saldo      | Punten |
| 1     | Japan       | 3           | 3           | 0           | 0           | 7          | 1          | +6         | 9      |
| 2     | Mexico      | 3           | 2           | 0           | 1           | 8          | 3          | +5         | 6      |
| 3     | Frankrijk   | 3           | 1           | 0           | 2           | 5          | 11         | -6         | 3      |
| 4     | Zuid-Afrika | 3           | 0           | 0           | 3           | 3          | 8          | -5         | 0      |

| Ronde        | Datum          | Lokale tijd    | MEZT           | Land           | Score          | Land           |  |
| ------------ | -------------- | -------------- | -------------- | -------------- | -------------- | -------------- |  |
| groepsfase   |                |                |                |                |                |                |  |
| 22 juli 2021 | 17:00          | 10:00          | Mexico         | 4 - 1          | Frankrijk      |                |  |
| 25 juli 2021 | 17:00          | 10:00          | Frankrijk      | 4 - 3          | Zuid-Afrika    |                |  |
| 28 juli 2021 | 20:30          | 13:30          | Frankrijk      | 0 - 4          | Japan          |                |  |
|              |                |                |                |                |                |                |  |
| kwartfinale  | niet geplaatst | niet geplaatst | niet geplaatst | niet geplaatst | niet geplaatst | niet geplaatst |  |
|              |                |                |                |                |                |                |  |
| halve finale | niet geplaatst | niet geplaatst | niet geplaatst | niet geplaatst | niet geplaatst | niet geplaatst |  |
|              |                |                |                |                |                |                |  |
| finale       | niet geplaatst | niet geplaatst | niet geplaatst | niet geplaatst | niet geplaatst | niet geplaatst |  |

### Wielersport

#### Baanwielrennen
Mannen
Sprint
| atleet           | onderdeel | kwalificaties | kwalificaties | ronde 1              | herkansing 1                  | ronde 2              | herkansing 2         | achtste finale       | herkansing 3            | kwartfinale          | halve finale         | finale               | finale |
| atleet           | onderdeel | tijd          | rang          | tegenstander uitslag | tegenstander uitslag          | tegenstander uitslag | tegenstander uitslag | tegenstander uitslag | tegenstander uitslag    | tegenstander uitslag | tegenstander uitslag | tegenstander uitslag | rang   |
| ---------------- | --------- | ------------- | ------------- | -------------------- | ----------------------------- | -------------------- | -------------------- | -------------------- | ----------------------- | -------------------- | -------------------- | -------------------- | ------ |
| Sébastien Vigier | sprint    | 9,551         | 10 Q          | Barrette W 10,182    | n.v.t.                        | Webster V +0,038     | Tjon En Fa W 9,900   | Carlin V +0,171      | Webster Sahrom W 10,169 | Hoogland V 0-2       | niet geplaatst       | niet geplaatst       | 7      |
| Rayan Helal      | sprint    | 9,669         | 20 Q          | Dmitrjev V +0,479    | Bötticher Richardson V +0,032 | niet geplaatst       | niet geplaatst       | niet geplaatst       | niet geplaatst          | niet geplaatst       | niet geplaatst       | niet geplaatst       |        |

Teamsprint
| atleet                                       | onderdeel  | kwalificatie | kwalificatie | halve finale      | halve finale | bronzen finale    | bronzen finale |
| atleet                                       | onderdeel  | tijd         | rang         | tegenstander tijd | rang         | tegenstander tijd | rang           |
| -------------------------------------------- | ---------- | ------------ | ------------ | ----------------- | ------------ | ----------------- | -------------- |
| Sébastien Vigier Rayan Helal Florian Grengbo | teamsprint | 42,722       | 4 Q          | W 42,294          | 4 Q          | W 42,331          | Brons          |

Keirin
| atleet           | onderdeel | ronde 1 | herkansing | kwartfinale    | halve finale   | finale         |
| atleet           | onderdeel | rang    | rang       | rang           | rang           | rang           |
| ---------------- | --------- | ------- | ---------- | -------------- | -------------- | -------------- |
| Sébastien Vigier | keirin    | 6       | 3          | niet geplaatst | niet geplaatst | niet geplaatst |
| Rayan Helal      | keirin    | 1 Q     | n.v.t.     | 3 Q            | 4              | niet geplaatst |

Koppelkoers
| atleet                          | onderdeel   | rondespunten | sprinterspunten | totaal | rang  |
| ------------------------------- | ----------- | ------------ | --------------- | ------ | ----- |
| Benjamin Thomas Donavan Grondin | koppelkoers | 0            | 40              | 40     | Brons |

Omnium
| atleet          | onderdeel | scratchrace | scratchrace | temporace | temporace | afvalrace | afvalrace | puntenrace | puntenrace | totaal punten | rang |
| atleet          | onderdeel | rang        | punten      | rang      | punten    | rang      | punten    | rang       | punten     | totaal punten | rang |
| --------------- | --------- | ----------- | ----------- | --------- | --------- | --------- | --------- | ---------- | ---------- | ------------- | ---- |
| Benjamin Thomas | omnium    | 2           | 38          | 2         | 38        | 6         | 30        | 10         | 12         | 118           | 4    |

Vrouwen
Sprint
| atlete        | onderdeel | kwalificaties | kwalificaties | ronde 1              | herkansing 1         | ronde 2              | herkansing 2         | ronde 3              | herkansing 3            | kwartfinale          | halve finale         | finale               | finale |
| atlete        | onderdeel | tijd          | rang          | tegenstander uitslag | tegenstander uitslag | tegenstander uitslag | tegenstander uitslag | tegenstander uitslag | tegenstander uitslag    | tegenstander uitslag | tegenstander uitslag | tegenstander uitslag | rang   |
| ------------- | --------- | ------------- | ------------- | -------------------- | -------------------- | -------------------- | -------------------- | -------------------- | ----------------------- | -------------------- | -------------------- | -------------------- | ------ |
| Mathilde Gros | sprint    | 10,400        | 4 Q           | Lee Hye-Jin W 11,216 | n.v.t.               | Kobayashi W 11,292   | n.v.t.               | Lee Wai Sze V +0,019 | Genest Vojnova V +0,001 | niet geplaatst       | niet geplaatst       | niet geplaatst       |        |
| Coralie Demay | sprint    | 11,849        | 29            | niet geplaatst       | niet geplaatst       | niet geplaatst       | niet geplaatst       | niet geplaatst       | niet geplaatst          | niet geplaatst       | niet geplaatst       | niet geplaatst       |        |

Keirin
| atlete        | onderdeel | ronde 1 | herkansing | kwartfinale    | halve finale   | finale         |
| atlete        | onderdeel | rang    | rang       | rang           | rang           | rang           |
| ------------- | --------- | ------- | ---------- | -------------- | -------------- | -------------- |
| Mathilde Gros | keirin    | 6       | 2 Q        | 5              | niet geplaatst | niet geplaatst |
| Coralie Demay | keirin    | 5       | 4          | niet geplaatst | niet geplaatst | niet geplaatst |

Koppelkoers
| atlete                     | onderdeel   | rondespunten | sprinterspunten | totaal | rang |
| -------------------------- | ----------- | ------------ | --------------- | ------ | ---- |
| Clara Copponi Marie Le Net | koppelkoers | 0            | 19              | 19     | 5    |

Ploegenachtervolging
| atlete                                                                      | onderdeel            | kwalificatie | kwalificatie | halve finale         | halve finale | finale 7/8           | finale 7/8 |
| atlete                                                                      | onderdeel            | tijd         | rang         | tegenstander uitslag | rang         | tegenstander uitslag | rang       |
| --------------------------------------------------------------------------- | -------------------- | ------------ | ------------ | -------------------- | ------------ | -------------------- | ---------- |
| Victoire Berteau* Marion Borras Valentine Fortin Marie Le Net Coralie Demay | ploegenachtervolging | 4:12,502     | 5 Q          | V 4:11,888           | 8            | W 4:10,388           | 7          |

*Reed de kwalificatie in plaats van Coralie Demay.
Omnium
| atlete        | onderdeel | scratchrace | scratchrace | temporace | temporace | afvalrace | afvalrace | puntenrace | puntenrace | totaal punten | rang |
| atlete        | onderdeel | rang        | punten      | rang      | punten    | rang      | punten    | rang       | punten     | totaal punten | rang |
| ------------- | --------- | ----------- | ----------- | --------- | --------- | --------- | --------- | ---------- | ---------- | ------------- | ---- |
| Clara Copponi | omnium    | 13          | 16          | 9         | 24        | 1         | 40        | 7          | 5          | 85            | 8    |

#### BMX
Mannen
Freestyle
| atleet           | onderdeel | plaatsingsronde | plaatsingsronde | finale | finale |
| atleet           | onderdeel | score           | rang            | score  | rang   |
| ---------------- | --------- | --------------- | --------------- | ------ | ------ |
| Anthony Jeanjean | freestyle | 84,65           | 4               | 78,20  | 7      |

Race
| atleet        | onderdeel | kwartfinale | kwartfinale | halve finale | halve finale | finale  | finale |
| atleet        | onderdeel | punten      | rang        | punten       | rang         | uitslag | rang   |
| ------------- | --------- | ----------- | ----------- | ------------ | ------------ | ------- | ------ |
| Sylvain André | race      | 3           | 1 Q         | 11           | 3 Q          | 40,676  | 4      |
| Romain Mahieu | race      | 10          | 3 Q         | 4            | 1 Q          | 41,952  | 6      |
| Joris Daudet  | race      | 3           | 1 Q         | 8            | 3 Q          | DNF     | 7      |

Vrouwen
Race
| atlete          | onderdeel | kwartfinale | kwartfinale | halve finale   | halve finale   | finale         | finale         |
| atlete          | onderdeel | punten      | rang        | punten         | rang           | uitslag        | rang           |
| --------------- | --------- | ----------- | ----------- | -------------- | -------------- | -------------- | -------------- |
| Axelle Etienne  | race      | 9           | 3 Q         | 11             | 3 Q            | 45,853         | 7              |
| Manon Valentino | race      | 15          | 5           | niet geplaatst | niet geplaatst | niet geplaatst | niet geplaatst |

#### Mountainbiken
Mannen
| atleet          | onderdeel    | tijd          | rang |
| --------------- | ------------ | ------------- | ---- |
| Victor Koretzky | mountainbike | 1:26:00 +0:46 | 5    |
| Jordan Sarrou   | mountainbike | 1:26:50 +1:36 | 9    |

Vrouwen
| atlete                 | onderdeel    | tijd          | rang |
| ---------------------- | ------------ | ------------- | ---- |
| Loana Lecomte          | mountainbike | 1:18:43 +2:57 | 6    |
| Pauline Ferrand-Prévot | mountainbike | 1:20:18 +4:32 | 10   |

#### Wegwielrennen
Mannen
| atleet           | onderdeel    | tijd     | rang |
| ---------------- | ------------ | -------- | ---- |
| Rémi Cavagna     | wegwedstrijd | DNF      | DNF  |
| Rémi Cavagna     | tijdrit      | 58:39,06 | 17   |
| David Gaudu      | wegwedstrijd | 6:06:33  | 7    |
| Guillaume Martin | wegwedstrijd | 6:11:46  | 27   |
| Kenny Elissonde  | wegwedstrijd | 6:15:38  | 38   |
| Benoît Cosnefroy | wegwedstrijd | 6:16:53  | 57   |

Vrouwen
| atlete          | onderdeel    | tijd              | rang |
| --------------- | ------------ | ----------------- | ---- |
| Juliette Labous | wegwedstrijd | 3:56:07 +3:22     | 30   |
| Juliette Labous | tijdrit      | 32:42,14 +2:28,65 | 9    |

### Worstelen
Vrouwen
Vrije stijl
| atlete           | onderdeel | eerste ronde         | kwartfinale          | halve finale         | herkansing           | finale / BM          | finale / BM    |
| atlete           | onderdeel | tegenstander uitslag | tegenstander uitslag | tegenstander uitslag | tegenstander uitslag | tegenstander uitslag | rang           |
| ---------------- | --------- | -------------------- | -------------------- | -------------------- | -------------------- | -------------------- | -------------- |
| Mathilde Rivière | −57 kg    | Khongorzul V 0-5     | niet geplaatst       | niet geplaatst       | niet geplaatst       | niet geplaatst       | niet geplaatst |
| Koumba Larroque  | −68 kg    | Battsetseg V 0-5     | niet geplaatst       | niet geplaatst       | niet geplaatst       | niet geplaatst       | niet geplaatst |

### Zeilen
Franse zeilers kwalificeerden zich voor de Olympische Zomerspelen 2020 in verschillende klassen tijdens de wereldkampioenschappen zeilen, die in augustus 2018 plaatsvonden in Aarhus, Denemarken. Op dit toernooi dwongen zeilers quotaplaatsen voor de Spelen af in de klassen 49er, RS:X, Laser, Laser Radial en 470.
Mannen
| atleet                      | onderdeel | race | race | race | race | race | race | race | race | race | race | race   | race   | race           | netto punten | eindnotering |
| atleet                      | onderdeel | 1    | 2    | 3    | 4    | 5    | 6    | 7    | 8    | 9    | 10   | 11     | 12     | M              | netto punten | eindnotering |
| --------------------------- | --------- | ---- | ---- | ---- | ---- | ---- | ---- | ---- | ---- | ---- | ---- | ------ | ------ | -------------- | ------------ | ------------ |
| Thomas Goyard               | RS:X      | 13   | 5    | 3    | 13   | 1    | 1    | 3    | 6    | 7    | 1    | 9      | 3      | 22             | 74           | Zilver       |
| Jean-Baptiste Bernaz        | Laser     | 1    | 9    | 13   | 9    | 23   | 7    | 16   | 4    | 9    | 22   | n.v.t. | n.v.t. | 2              | 92           | 6            |
| Jérémie Mion Kevin Peponnet | 470       | 4    | 7    | 11   | 13   | 12   | 2    | 11   | 11   | 13   | 16   | n.v.t. | n.v.t. | niet geplaatst | 87           | 11           |
| Émile Amoros Lucas Rual     | 49er      | 15   | 9    | 16   | 15   | 8    | 13   | 11   | 15   | 10   | 12   | 16     | 10     | niet geplaatst | 134          | 15           |

Vrouwen
| atlete                            | onderdeel    | race | race | race | race | race | race | race | race | race | race | race   | race   | race           | netto punten | eindnotering |
| atlete                            | onderdeel    | 1    | 2    | 3    | 4    | 5    | 6    | 7    | 8    | 9    | 10   | 11     | 12     | M              | netto punten | eindnotering |
| --------------------------------- | ------------ | ---- | ---- | ---- | ---- | ---- | ---- | ---- | ---- | ---- | ---- | ------ | ------ | -------------- | ------------ | ------------ |
| Charline Picon                    | RS:X         | 1    | 6    | 2    | 9    | 1    | 4    | 2    | 3    | 6    | 3    | 2      | 6      | 2              | 38           | Zilver       |
| Marie Bolou                       | Laser Radial | 28   | 27   | 5    | 15   | 7    | 2    | 16   | 14   | 7    | 33   | n.v.t. | n.v.t. | niet geplaatst | 121          | 11           |
| Camille Lecointre Aloïse Retornaz | 470          | 3    | 2    | 4    | 7    | 1    | 12   | 6    | 5    | 10   | 4    | n.v.t. | n.v.t. | 12             | 54           | Brons        |
| Albane Dubois Lili Sebesi         | 49erFX       | 4    | 15   | 10   | 6    | 8    | 2    | 7    | 14   | 13   | 18   | 14     | 2      | 16             | 111          | 9            |

Gemengd
| atlete                           | onderdeel | race | race | race | race | race | race | race | race | race | race | race | race | race | netto punten | eindnotering |
| atlete                           | onderdeel | 1    | 2    | 3    | 4    | 5    | 6    | 7    | 8    | 9    | 10   | 11   | 12   | M    | netto punten | eindnotering |
| -------------------------------- | --------- | ---- | ---- | ---- | ---- | ---- | ---- | ---- | ---- | ---- | ---- | ---- | ---- | ---- | ------------ | ------------ |
| Quentin Delapierre Manon Audinet | nacra 17  | 18   | 4    | 3    | 5    | 9    | 7    | 10   | 4    | 13   | 7    | 7    | 7    | 8    | 84           | 8            |

### Zwemmen
Mannen
| atleet                                                                        | onderdeel            | series  | series | halve finale   | halve finale   | finale         | finale         |
| atleet                                                                        | onderdeel            | tijd    | rang   | tijd           | rang           | tijd           | rang           |
| ----------------------------------------------------------------------------- | -------------------- | ------- | ------ | -------------- | -------------- | -------------- | -------------- |
| Yohann Ndoye Brouard                                                          | 100 m rugslag        | 53,13   | 6 Q    | DSQ            | DSQ            | niet geplaatst | niet geplaatst |
| Yohann Ndoye Brouard                                                          | 200 m rugslag        | 1.57,96 | 17 Q   | 1.56,83        | 9              | niet geplaatst | niet geplaatst |
| Mewen Tomac                                                                   | 100 m rugslag        | 53,49   | 10 Q   | 53,62          | 14             | niet geplaatst | niet geplaatst |
| Mewen Tomac                                                                   | 200 m rugslag        | 1.59,02 | 25     | niet geplaatst | niet geplaatst | niet geplaatst | niet geplaatst |
| Théo Bussière                                                                 | 100 m schoolslag     | 1.00,75 | 33     | niet geplaatst | niet geplaatst | niet geplaatst | niet geplaatst |
| Antoine Viquerat                                                              | 200 m schoolslag     | 2.09,54 | 12 Q   | 2.09,97        | 12             | niet geplaatst | niet geplaatst |
| Florent Manaudou                                                              | 50 m vrije slag      | 21,65   | 2 Q    | 21,53          | 2 Q            | 21,55          | Zilver         |
| Maxime Grousset                                                               | 50 m vrije slag      | 21,97   | 15 Q   | 21,87          | 12             | niet geplaatst | niet geplaatst |
| Maxime Grousset                                                               | 100 m vrije slag     | 48,25   | 12 Q   | 47,82          | 8 Q            | 47,72          | 4              |
| Mehdy Metella                                                                 | 100 m vrije slag     | 48,68   | 23     | niet geplaatst | niet geplaatst | niet geplaatst | niet geplaatst |
| Mehdy Metella                                                                 | 100 m vlinderslag    | 51,53   | 10 Q   | 51,32          | 9              | niet geplaatst | niet geplaatst |
| Jonathan Atsu                                                                 | 200 m vrije slag     | 1.47,75 | 28     | niet geplaatst | niet geplaatst | niet geplaatst | niet geplaatst |
| Jordan Pothain                                                                | 200 m vrije slag     | 1.46,75 | 20     | niet geplaatst | niet geplaatst | niet geplaatst | niet geplaatst |
| David Aubry                                                                   | 400 m vrije slag     | 3.55,01 | 28     | n.v.t.         | n.v.t.         | niet geplaatst | niet geplaatst |
| David Aubry                                                                   | 800 m vrije slag     | 8.00,16 | 29     | n.v.t.         | n.v.t.         | niet geplaatst | niet geplaatst |
| David Aubry                                                                   | 10 km open water     | n.v.t.  | n.v.t. | n.v.t.         | n.v.t.         | DNF            | DNF            |
| Léon Marchand                                                                 | 200 m vlinderslag    | 1.55,85 | 15 Q   | 1.55,68        | 14             | niet geplaatst | niet geplaatst |
| Léon Marchand                                                                 | 200 m wisselslag     | 1.58,30 | 18     | niet geplaatst | niet geplaatst | niet geplaatst | niet geplaatst |
| Léon Marchand                                                                 | 400 m wisselslag     | 4.10,09 | 7 Q    | n.v.t.         | n.v.t.         | 4.11,16        | 6              |
| Marc-Antoine Olivier                                                          | 10 km open water     | n.v.t.  | n.v.t. | n.v.t.         | n.v.t.         | 1.50.23,0      | 6              |
| Maxime Grousset Florent Manaudou Mehdy Metella Clément Mignon Charles Rihoux* | 4 x 100 m vrije slag | 3.12,45 | 4 Q    | n.v.t.         | n.v.t.         | 3.11,09        | 6              |
| Jonathan Atsu Jordan Pothain Hadrien Salvan Enzo Tesic                        | 4 x 200 m vrije slag | 7.08,88 | 11     | n.v.t.         | n.v.t.         | niet geplaatst | niet geplaatst |
| Léon Marchand Mehdy Metella Yohann Ndoye Brouard Antoine Viquerat             | 4 x 100 m wisselslag | 3.33,41 | 10     | n.v.t.         | n.v.t.         | niet geplaatst | niet geplaatst |

- Zwom niet mee in de finale

Vrouwen
| atlete                                                           | onderdeel            | series  | series | halve finale   | halve finale   | finale         | finale         |
| atlete                                                           | onderdeel            | tijd    | rang   | tijd           | rang           | tijd           | rang           |
| ---------------------------------------------------------------- | -------------------- | ------- | ------ | -------------- | -------------- | -------------- | -------------- |
| Mélanie Henique                                                  | 50 m vrije slag      | 24,69   | 14 Q   | 24,63          | 11             | niet geplaatst | niet geplaatst |
| Marie Wattel                                                     | 50 m vrije slag      | 24,82   | 18 Q   | 24,76          | 14             | niet geplaatst | niet geplaatst |
| Marie Wattel                                                     | 100 m vrije slag     | 53,71   | 16 Q   | 53,12          | 9              | niet geplaatst | niet geplaatst |
| Marie Wattel                                                     | 100 m vlinderslag    | 57,08   | 8 Q    | 56,16          | 2 Q            | 56,27          | 6              |
| Charlotte Bonnet                                                 | 100 m vrije slag     | 53,67   | 15 Q   | 54,10          | 15             | niet geplaatst | niet geplaatst |
| Charlotte Bonnet                                                 | 200 m vrije slag     | 1.56,88 | 10 Q   | 1.57,35        | 13             | niet geplaatst | niet geplaatst |
| Cyrielle Duhamel                                                 | 200 m wisselslag     | 2.11,11 | 11 Q   | 2.10,84        | 11             | niet geplaatst | niet geplaatst |
| Fantine Lesaffre                                                 | 200 m wisselslag     | 2.14,20 | 21     | niet geplaatst | niet geplaatst | niet geplaatst | niet geplaatst |
| Fantine Lesaffre                                                 | 400 m wisselslag     | 4.41,98 | 13     | n.v.t.         | n.v.t.         | niet geplaatst | niet geplaatst |
| Béryl Gastaldello                                                | 100 m rugslag        | 1.00,69 | 23     | niet geplaatst | niet geplaatst | niet geplaatst | niet geplaatst |
| Lara Grangeon                                                    | 10 km open water     | n.v.t.  | n.v.t. | n.v.t.         | n.v.t.         | 2.00.57,3      | 9              |
| Charlotte Bonnet Margaux Fabre Béryl Gastaldello Anouchka Martin | 4 x 100 m vrije slag | 3.36,61 | 10     | n.v.t.         | n.v.t.         | niet geplaatst | niet geplaatst |
| Charlotte Bonnet Margaux Fabre Lucile Tessariol Assia Touati     | 4 x 200 m vrije slag | 7.55,05 | 7 Q    | n.v.t.         | n.v.t.         | 7.58,15        | 8              |